# Córdoba (España)
Córdoba es una ciudad y municipio español en Andalucía, capital de la provincia homónima, situada en una depresión a orillas del Guadalquivir y al pie de Sierra Morena. Alberga una población de 322 811 habitantes (INE 2024), siendo la tercera ciudad más grande y poblada de Andalucía tras Sevilla y Málaga, y la duodécima de España. Su área metropolitana comprende los municipios de la capital junto con los de Almodóvar del Río, Guadalcázar, La Carlota, Obejo, Villafranca de Córdoba, Villaharta y Villaviciosa de Córdoba, albergando una población total de 354 202 habitantes en 2022, la vigésimo tercera más poblada de España.
Fundada por los romanos a mediados del siglo II a. C., se convirtió en la capital de la Hispania Ulterior en tiempos de la República romana, además de la provincia Bética, siendo una de las ciudades más prósperas y cultas del Imperio romano. Tras la invasión musulmana de Hispania en el s. VIII, la ciudad se alzó como capital del Emirato de Córdoba, mientras que en el siglo X durante el Califato de Córdoba se convirtió en una de las principales ciudades del mundo tanto en población como por sus avances médicos, matemáticos, artísticos, filosóficos, literarios, en ciencias, etc. Contaba con una importante comunidad cristiana y judía que fue menguando con el tiempo debido a la represión por parte de las autoridades musulmanas. Con la reconquista castellana de 1236 por Fernando III, Córdoba regresó a la fe y costumbres cristianas medievales.
Actualmente, Córdoba es una de las ciudades con más elementos declarados «Patrimonio de la Humanidad» a nivel mundial, al tener cuatro elementos incluidos en la lista Mundial de la UNESCO: El centro histórico de Córdoba, la ciudad califal de Medina Azahara, la fiesta de los Patios Cordobeses. y el primero de todos, la Mezquita-catedral de Córdoba fue incluida en 1984 en la reputada lista. Elemento que sería ampliado en 1994 a todo el casco histórico que la rodea. La Fiesta de los Patios Cordobeses fue designada Patrimonio cultural inmaterial de la Humanidad en diciembre del 2012, y en julio de 2018 la ciudad palatina de Medina Azahara, en las afueras del núcleo urbano, fue declarada también Patrimonio de la Humanidad. Tiene uno de los cascos históricos más grandes de Europa, con 246,73 hectáreas con monumentos datados desde época romana. Aunque el asentamiento poblacional en la zona se remonta al calcolítico superior (unos 5000 años) en el primitivo asentamiento de la Colina de los Quemados (actual parque Cruz Conde y Ciudad de los niños) donde quedan algunos restos arqueológicos.

## Toponimia
El significado etimológico del nombre de la ciudad ha sido largamente discutido en la historiografía y no existe en la actualidad consenso al respecto. El primer nombre conocido para la población es el de Corduba, otorgado bajo la forma de Colonia Patricia Corduba tras la fundación romana de la ciudad en el siglo II a. C. y que se supone anterior. Dado que la primera aparición de Córdoba en textos antiguos hace referencia al establecimiento de un puesto comercial fenicio en las inmediaciones de la ciudad, se ha dado un posible origen semítico al topónimo. De este modo Qorteba vendría a significar «molino de aceite», para algunos autores, o bien «ciudad buena» a partir de Qart-tuba para otros. Otras etimologías hacen referencia a la existencia de un asentamiento íbero anterior a la llegada de los fenicios considerando que la terminación «uba» es ampliamente conocida en Hispania significando bien «colina» o bien «río», referido como Oba el antiguo nombre del río Guadalquivir, siendo Qart-Oba la 'ciudad del Oba'. También es posible que su origen sea el cartaginés Kart-Juba, así bautizada por el general cartaginés Amílcar Barca en honor de un general númida llamado Juba, que combatió y murió en una batalla en la región, alrededor del año 230 a. C.

## Símbolos

### Escudo
En 1241, el rey Fernando III mandó y otorgó que el Consejo de la ciudad tuviese su propio sello «conocido y comunal para todos», según vemos en el Fuero de Córdoba, que además reguló el funcionamiento político y jurídico de la ciudad de Córdoba entonces.

Mando etiam et concedo quod concilium Cordubense habeat sigillum cognitum et comune
Texto original en latín del Fuero de Córdoba de Fernando III

Mando y otorgo que el Consejo de Córdoba tenga su propio sello conocido y comunal para todos
Traducción al español del texto anterior

El escudo es una vista del puente romano sobre el río Guadalquivir, con la noria de la Albolafia a la izquierda; con la muralla y la puerta del puente sobre este; y la torre de la mezquita-catedral flanqueada por tres palmeras y algunas edificaciones al fondo.

Bandera de Córdoba

Entre los siglos XVI y XX se utilizó en la ciudad el actual escudo de la provincia de Córdoba, hasta que el 1983 se retomó el anterior escudo diseñado por el Consejo de Córdoba en 1241.
En la actualidad, también existe un logotipo usado por el Ayuntamiento que es una simplificación del escudo de la ciudad.

### Bandera
La bandera cordobesa es un rectángulo con un ancho igual a dos tercios del largo (ratio 3:2), de color rojo vino ahigadado con el escudo de la ciudad en el centro, rodeado de una orla circular roja con borde amarillo.

## Geografía
El término municipal de Córdoba ocupa 1245 km², aproximadamente el 9 % del total de la provincia. Siendo el núcleo principal de población la zona más poblada, existen seis pedanías: El Higuerón, Alcolea, Santa Cruz, Cerro Muriano, Villarrubia y Santa María de Trassierra y una Entidad Local Menor, Encinarejo, nacidas bien como asentamientos agrarios o bien como núcleos residenciales. El núcleo principal de Córdoba se encuentra situado en los márgenes del río Guadalquivir que la atraviesa de este a oeste formando varios meandros. Al norte del término municipal se encuentra sierra Morena y al sur una extensa campiña. De este modo la altitud del municipio varía entre los 78 m en la ribera del Guadalquivir y los 692 m (cerro Torre Árboles) en la sierra de Córdoba, perteneciente a sierra Morena. La ciudad se alza a 123 m sobre el nivel del mar.
| Noroeste: Villaviciosa de Córdoba                                    | Norte: Obejo                                      | Nordeste: Adamuz                                                         |
| Oeste: Almodóvar del Río                                             |                                                   | Este: Villafranca de Córdoba, El Carpio Bujalance y Cañete de las Torres |
| Suroeste: Guadalcázar, La Rambla (exclave), La Carlota y La Victoria | Sur: La Rambla, Fernán Núñez, Montemayor y Espejo | Sureste: Castro del Río                                                  |

### Orografía
Dentro del término municipal pueden delimitarse por su orografía dos zonas, la campiña y la sierra. Al norte de Córdoba se encuentran las faldas de Sierra Morena con unas fuertes pendientes que permiten ascender desde los aproximadamente 100 m sobre el nivel del mar del núcleo principal a los 692 del cerro Torre Árboles, máxima cota del municipio. La altitud media de estas sierras se encuentra alrededor de los 400 m alternándose grandes valles labrados por los arroyos estacionales y los afluentes del río Guadalquivir sobre los materiales blandos.
Al sur del río y en una estrecha franja al norte de este se encuentran terrenos bajos con leves ondulaciones del terreno que forman la denominada genéricamente campiña. Esta región nace como consecuencia de la sedimentación asociada a procesos geológicos derivados del plegamiento de las cordilleras béticas y a la sedimentación derivada de la propia acción de los grandes cursos de agua. Por ello se diferencian en esta zona la campiña propiamente dicha y las terrazas fluviales siendo la altitud media de la primera entre los 200 y los 300 m, destacando el cerro de las Pilillas, con 361 m sobre el nivel del mar, y la de las segundas entre 100 y 150 m.

### Hidrografía

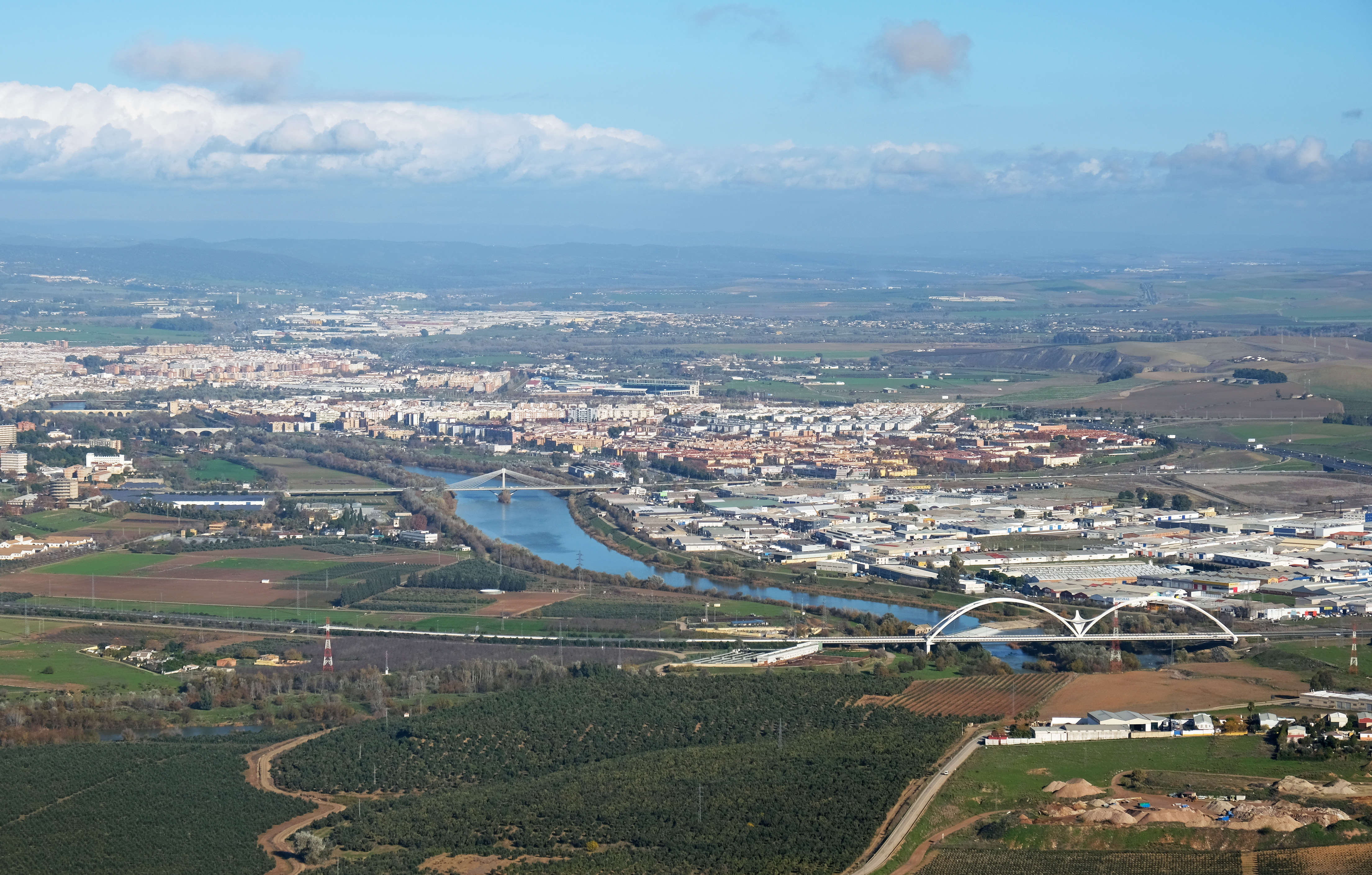
Vista aérea de la ciudad y del río Guadalquivir

Todo el término municipal de Córdoba se halla dentro de la cuenca del Guadalquivir, río que lo atraviesa totalmente y actúa como receptor de todos los cauces menores del municipio. Nacen en la sierra los afluentes Guadiato y Guadalmellato, con caudal todo el año y numerosos arroyos estacionales. Todos estos cursos de agua ejercen una fuerte acción erosiva en el terreno debida a la gran pendiente que deben salvar antes de verter sus aguas al Guadalquivir. El río Guadalmellato represa sus aguas en el embalse de San Rafael de Navallana. Al sur del término se encuentra el afluente Guadajoz con numerosos arroyos estacionales que forman una compleja red en la campiña.

### Geología
El término municipal de Córdoba se encuentra situado sobre la cuenca de sedimentación asociada al río Guadalquivir que separa la Meseta Ibérica de origen paleozoico de las cordilleras Béticas formadas durante el plegamiento alpino.
La cuenca sedimentaria tuvo su origen durante la era Cuaternaria al depositarse materiales procedentes de las cordilleras cercanas en el surco bético, depresión formada tras el levantamiento de esta, y su posterior consolidación. Los materiales presentes son de diferente naturaleza destacando las margas, calizas y conglomerados. Se diferencian dos zonas en esta cuenca de sedimentación, por una parte la campiña posee materiales sedimentarios de origen marino y con una gran potencia depositados en los primeros momentos de la orogenia alpina, por otra parte la zona de la vega del río Guadalquivir posee materiales sedimentarios de origen fluvial resultado del transporte y acumulación y más modernos y en continuo movimiento. Al norte del término afloran rocas pertenecientes a las estribaciones de Sierra Morena. Existe gran complejidad en las rocas presentes, calizas, esquistos y conglomerados y destacan especialmente las rocas metamórficas, principalmente anfibolitas correspondientes a la llamada banda de Cizalla Badajoz-Córdoba y que desde el noroeste del municipio se extiende 400 kilómetros hacia el norte. Estas formaciones alóctonas están relacionadas con diversas unidades de norte de la península y se formaron hacia el cámbrico por un mecanismo de subducción y rápido ascenso que provocaron una fuerte cristalización de eclogitas.

### Entorno natural
Biogeográficamente el municipio participa de dos provincias corológicas con diferentes tipos de vegetación potencial. La zona de sierra se corresponde con la provincia Luso-Extremadurense y sus bosques típicos serían los encinares y alcornocales. Debido a la complicada orogenia de la zona y al escaso valor económico del suelo que ocupan es aún posible encontrar comunidades vegetales de valor en la zona. La vega y campiña de Córdoba pertenece a la provincia Bética y su vegetación potencial serían encinares y choperas en las zonas próximas al río. Sin embargo la fuerte acción antrópica desarrollada desde hace siglos en esta región debido al gran potencial agrónomo del suelo ha hecho desaparecer totalmente cualquier rastro de vegetación natural que pudiera existir en la zona.

### Clima

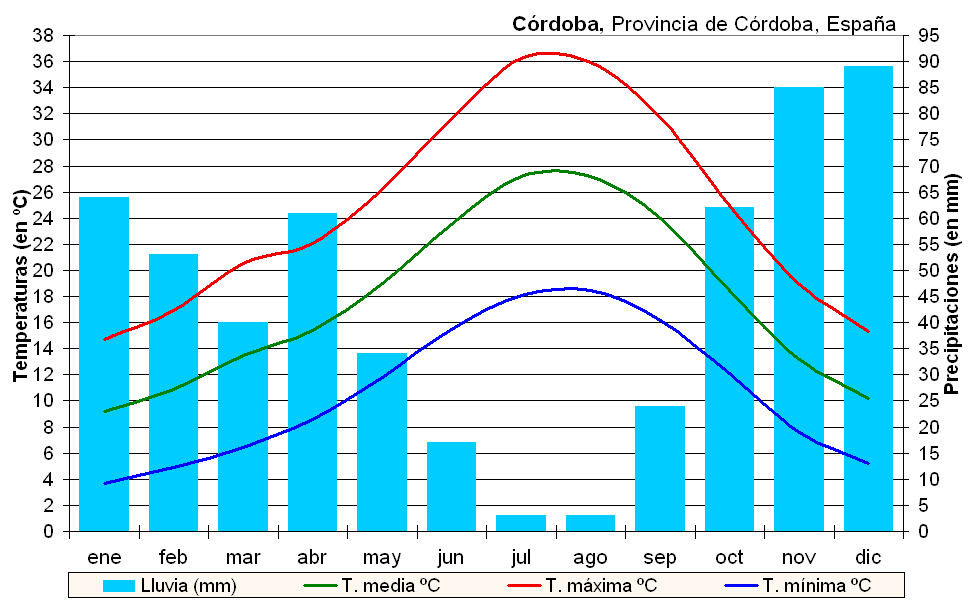
Climograma de Córdoba. Datos del observatorio del aeropuerto

Tiene un clima mediterráneo. De acuerdo con la clasificación climática de Köppen, el clima de Córdoba es mediterráneo de tipo Csa. Los inviernos son suaves, aunque con algunas heladas que en ocasiones han llegado a ser fuertes, debido a su distancia del mar. Los veranos son muy calurosos, con importantes oscilaciones térmicas diarias y temperaturas máximas que, en promedio es la más alta de Europa, sobrepasándose todos los años los 40 °C en varias ocasiones y que han llegado a superar los 45 °C. Aunque las mínimas son más frescas, la temperatura media sobrepasa los 28 °C en julio y agosto, que también se encuentran entre los más altos de Europa. Las precipitaciones se concentran en los meses más fríos, debido a la citada influencia atlántica, ya que se producen por la entrada de borrascas desde el oeste, situación que se da más en el periodo de diciembre a febrero. Presenta una fuerte sequía estival, típica de los climas mediterráneos. Las lluvias anuales alcanzan los 573 mm, aunque hay una importante irregularidad interanual. De acuerdo a la clasificación climática de Köppen el clima de la ciudad se define como Csa.
La temperatura máxima registrada en el observatorio del aeropuerto de Córdoba (situado a 6 km de la ciudad) es de 46,9 °C, del 14 de julio de 2017 y del 14 de agosto de 2021. La mínima más baja corresponde a los –8,2 °C del 28 de enero de 2005.
| Parámetros climáticos promedio de Observatorio del Aeropuerto de Córdoba (periodo de referencia: 1991-2020, extremas: 1959-actualidad) | Parámetros climáticos promedio de Observatorio del Aeropuerto de Córdoba (periodo de referencia: 1991-2020, extremas: 1959-actualidad) | Parámetros climáticos promedio de Observatorio del Aeropuerto de Córdoba (periodo de referencia: 1991-2020, extremas: 1959-actualidad) | Parámetros climáticos promedio de Observatorio del Aeropuerto de Córdoba (periodo de referencia: 1991-2020, extremas: 1959-actualidad) | Parámetros climáticos promedio de Observatorio del Aeropuerto de Córdoba (periodo de referencia: 1991-2020, extremas: 1959-actualidad) | Parámetros climáticos promedio de Observatorio del Aeropuerto de Córdoba (periodo de referencia: 1991-2020, extremas: 1959-actualidad) | Parámetros climáticos promedio de Observatorio del Aeropuerto de Córdoba (periodo de referencia: 1991-2020, extremas: 1959-actualidad) | Parámetros climáticos promedio de Observatorio del Aeropuerto de Córdoba (periodo de referencia: 1991-2020, extremas: 1959-actualidad) | Parámetros climáticos promedio de Observatorio del Aeropuerto de Córdoba (periodo de referencia: 1991-2020, extremas: 1959-actualidad) | Parámetros climáticos promedio de Observatorio del Aeropuerto de Córdoba (periodo de referencia: 1991-2020, extremas: 1959-actualidad) | Parámetros climáticos promedio de Observatorio del Aeropuerto de Córdoba (periodo de referencia: 1991-2020, extremas: 1959-actualidad) | Parámetros climáticos promedio de Observatorio del Aeropuerto de Córdoba (periodo de referencia: 1991-2020, extremas: 1959-actualidad) | Parámetros climáticos promedio de Observatorio del Aeropuerto de Córdoba (periodo de referencia: 1991-2020, extremas: 1959-actualidad) | Parámetros climáticos promedio de Observatorio del Aeropuerto de Córdoba (periodo de referencia: 1991-2020, extremas: 1959-actualidad) |
| Mes | Ene. | Feb. | Mar. | Abr. | May. | Jun. | Jul. | Ago. | Sep. | Oct. | Nov. | Dic. | Anual |
| --- | --- | --- | --- | --- | --- | --- | --- | --- | --- | --- | --- | --- | --- |
| Temp. máx. abs. (°C) | 23.5 | 27.8 | 33.0 | 38.8 | 41.2 | 45.0 | 46.9 | 46.9 | 45.4 | 37.6 | 29.7 | 23.8 | 46.9 |
| Temp. máx. media (°C) | 15.2 | 17.4 | 21.1 | 23.6 | 28.1 | 33.4 | 37.1 | 37.0 | 31.8 | 25.8 | 19.1 | 15.8 | 25.4 |
| Temp. media (°C) | 9.4 | 11.1 | 14.2 | 16.6 | 20.5 | 25.1 | 28.2 | 28.3 | 24.4 | 19.4 | 13.5 | 10.5 | 18.4 |
| Temp. mín. media (°C) | 3.7 | 4.7 | 7.3 | 9.7 | 12.9 | 16.8 | 19.1 | 19.6 | 17.0 | 13.1 | 7.9 | 5.1 | 11.4 |
| Temp. mín. abs. (°C) | -8.2 | -5.0 | -4.2 | 0.2 | 2.4 | 7.0 | 11.0 | 11.0 | 6.0 | 1.0 | -3.6 | -7.8 | -8.2 |
| Precipitación total (mm) | 57.6 | 52.7 | 62.5 | 54.3 | 42.4 | 11.0 | 0.5 | 6.7 | 36.7 | 78.7 | 79.2 | 90.7 | 573.0 |
| Días de precipitaciones (≥ 1 mm) | 6.9 | 5.9 | 6.2 | 6.4 | 4.9 | 1.2 | 0.2 | 0.6 | 3.0 | 6.5 | 6.5 | 6.8 | 55.1 |
| Días de nevadas (≥ 0,01 mm) | 0.1 | 0.0 | 0.0 | 0.0 | 0.0 | 0.0 | 0.0 | 0.0 | 0.0 | 0.0 | 0.0 | 0.0 | 0.2 |
| Horas de sol | 174 | 187 | 217 | 246 | 298 | 336 | 372 | 344 | 255 | 220 | 180 | 161 | 2959 |
| Humedad relativa (%) | 76 | 70 | 64 | 59 | 51 | 43 | 38 | 39 | 50 | 63 | 73 | 78 | 59 |
| Fuente: Agencia Estatal de Meteorología                                                                                                | | | | | | | | | | | | | |

## Demografía
Córdoba cuenta con una población de 322 811 habitantes (INE 2024).
| Gráfica de evolución demográfica de Córdoba entre 1842 y 2021 |
| |
| Población de derecho según los censos de población del INE Población de hecho según los censos de población del INEEn 1857 crece el término del municipio porque incorpora a Santa María de Trassierra En 1996 crece el término del municipio porque incorpora parte de la entidad Santa Cruz de Montilla |

## Historia

### Prehistoria
Se conoce un asentamiento del iii milenio a C. a las afueras de la ciudad de Córdoba, en la colina de los Quemados, aunque se ignora si la ciudad turdetana permaneció en el tiempo. Se tiene constancia de que los materiales más antiguos de este yacimiento provienen de la Edad del Bronce, Antiguo y Medio, por las excavaciones de Luzón y Mata. Existen evidencias de un poblado ocupado entre el iii milenio y el ii milenio a C. (Edad del Bronce) en el Campo de la Verdad, al otro lado del río, que pudo estar ocupado al mismo tiempo que el asentamiento de la colina de los Quemados. Hay evidencias de otros asentamientos del iii milenio a C. en el entorno del centro urbano, como uno identificado como Cañito María Ruiz.
Además, se conocen restos de inicios de la Edad del Cobre, hacia finales del iv milenio a C. El más conocido está en la barriada de Alcolea, junto al puente. El descubrimiento más reciente es el de la Arruzafa-Tablero Alto, que ha proporcionado una sepultura con cuatro personas inhumadas simultáneamente, cerca del Brillante, un poblado del que apenas se sabe nada.

### Antigüedad
Si bien hay evidencias arqueológicas de que existía un asentamiento en la colina de los Quemados (parque Cruz Conde) por lo menos desde época tartésica, Córdoba es una ciudad de fundación romana. En 169 a. C. (152 a. C. según algunos historiadores), el procónsul Claudio Marcelo estableció Corduba como asentamiento permanente para controlar el paso entre la Turdetania y la Meseta, poblada por los celtíberos, frecuentemente alzados contra Roma. Pobló la ciudad con familias patricias traídas de Italia y pertenecientes a la nobleza turdetana. Gracias a su gran desarrollo, debido fundamentalmente a la actividad minera de la Sierra Morena, a la ganadería ovina de la campiña y a la exportación de aceite de oliva, Corduba se convirtió en capital de la Hispania Ulterior (una de las dos provincias creadas por Roma en Hispania en 197 a. C.), atrayendo una numerosa población tanto de Italia como del resto de la provincia.

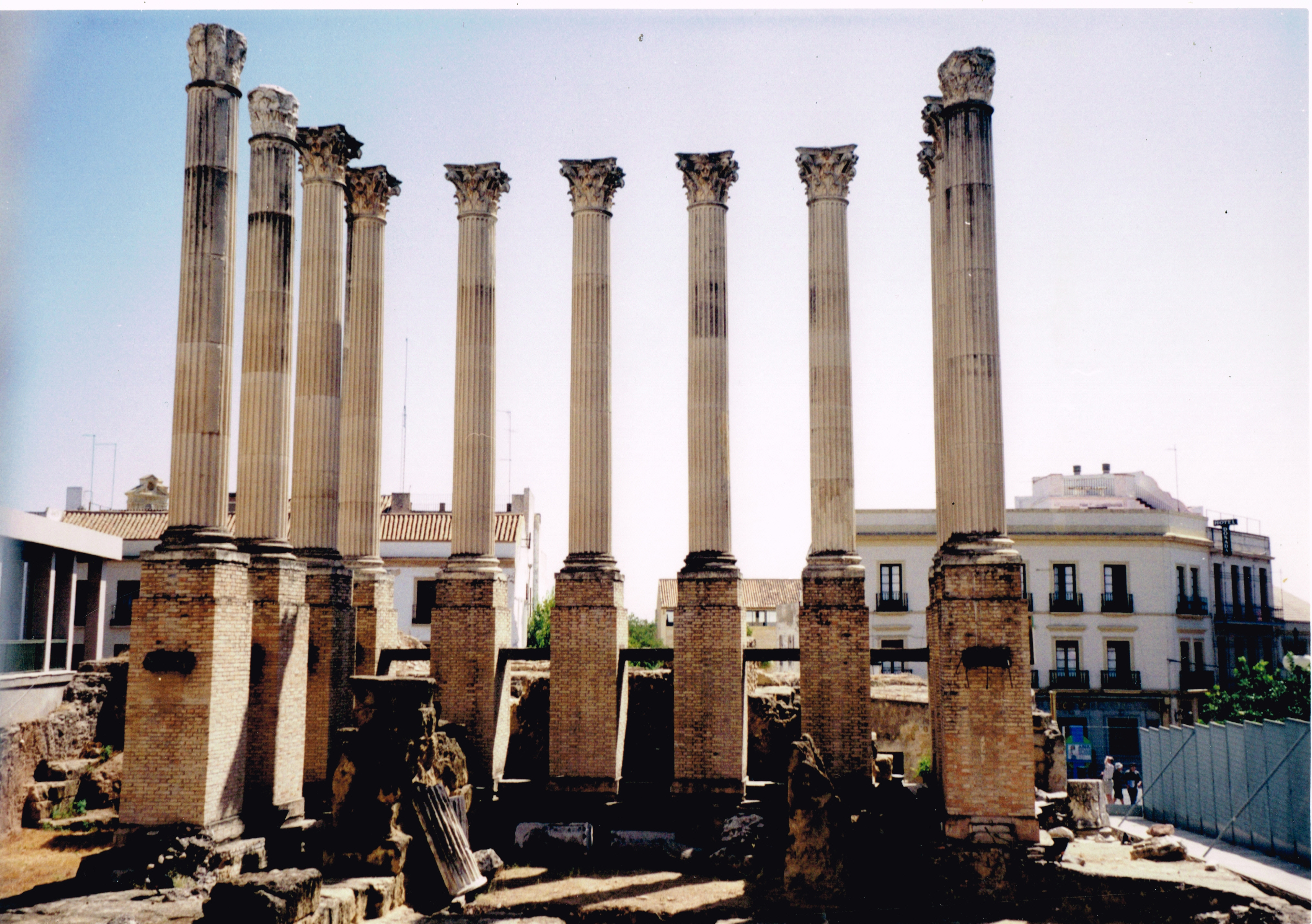
Templo de culto imperial (s. d. C.) de la calle Claudio Marcelo

Debido a su posición estratégica, Corduba se convirtió en centro de operaciones de los ejércitos romanos en la Ulterior en sus campañas contra lusitanos y celtíberos. La ciudad desempeñó un papel muy relevante en las diferentes guerras civiles romanas libradas durante el s. I a. C. Durante la guerra de Sertorio (80-72 a. C.), prolongación en Hispania de la guerra civil romana librada entre Sila y Mario, la ciudad fue cuartel general de Quinto Cecilio Metelo, procónsul enviado por el bando silano para combatir a los sertorianos, antiguos partidarios de Mario. Durante la guerra civil entre Julio César y Pompeyo el Grande (49-45 a. C.), la población de Corduba se hallaba dividida entre cesarianos y pompeyanos, si bien estos últimos parecen haber sido mayoritarios. A pesar de ello, la ciudad quedó pronto bajo control cesariano, pero los abusos del legado de César, Casio Longino, provocaron una sublevación popular y el cambio de bando de las tropas a su mando. Corduba se convirtió en refugio de los pompeyanos derrotados en la batalla de Munda (17 de marzo de 45 a. C.), pero tras un duro asedio de cuatro meses, las tropas de Julio César tomaron la ciudad en agosto de aquel año, pasando a cuchillo a alrededor de 22 000 partidarios del bando pompeyano. Tras arrasar la ciudad, Julio César instaló en Corduba numerosos ciudadanos romanos traídos de Italia y le concedió la categoría de colonia, con el nombre de Colonia Patricia Corduba, convirtiendo a todos sus habitantes libres en ciudadanos romanos.
El gran auge de Corduba se produjo a partir del principado de Augusto (27 a. C.-14 d. C.), quien siguiendo la política de su padre adoptivo, benefició enormemente a la ciudad. Con la nueva división provincial de Hispania del 27 a. C., Corduba quedó como capital de la Bética, la provincia más rica de Hispania y una de las más prósperas y romanizadas del imperio. El perímetro de la ciudad republicana (la vetus urbs) fue ampliado hasta la orilla del río Betis (Guadalquivir), lo que llevó a la urbe a contar con unos 50 000 habitantes. Se construyeron numerosos edificios públicos de gran monumentalidad, como templos, termas y fuentes, se levantó un nuevo foro para poder acoger las numerosas actividades políticas, religiosas y económicas de la flamante capital de la Bética, y se dotó a la ciudad de edificios de ocio como el anfiteatro, el circo y el teatro, siendo los mayores del imperio siendo tan solo superados por los de la misma Roma.

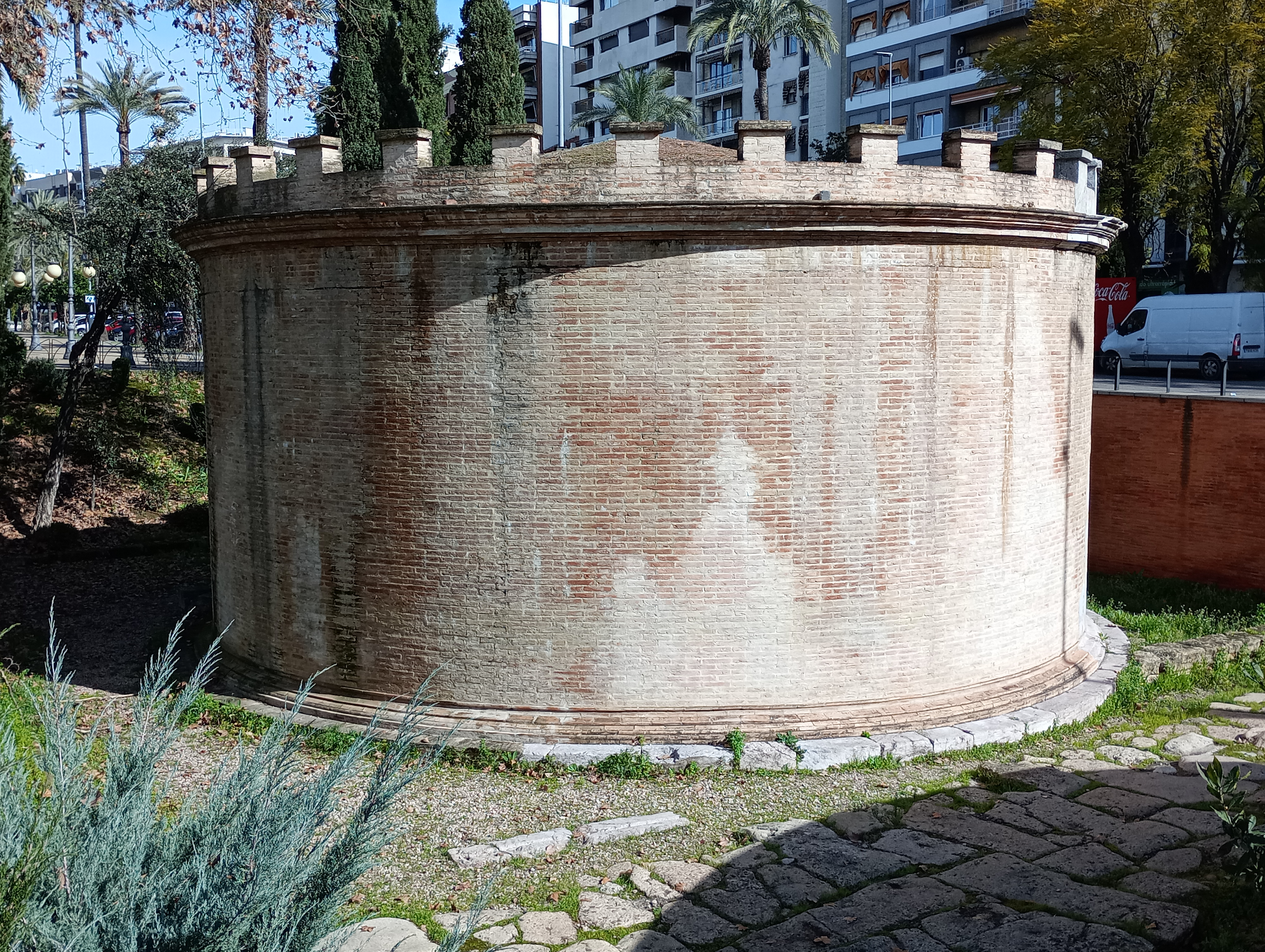
Mausoleo romano (s. d. C.)

Corduba destacó, además, por su gran cultura. Ya en época de la guerra de Sertorio, el legado Cecilio Metelo fue loado por poetas locales, lo que indica un profundo grado de romanización. A partir de la segunda mitad del s. I a. C., Corduba fue la cuna de importantes personalidades de la cultura romana como Marco Anneo Séneca el retor, su hijo Lucio Anneo Séneca el filósofo, su sobrino Lucano (autor del poema épico La Farsalia), además de poetas como Sextilio Ena, o el rétor Marco Porcio Ladrón, muchos de los cuales desarrollaron su carrera profesional en la capital, Roma.
El s. II d. C., coincidiendo con el principado de los hispanos Trajano y Adriano, supuso para Corduba un momento de gran esplendor, que entró en declive relativo a partir de la segunda mitad de la centuria. En 171, como toda la Bética, sufrió el saqueo por parte de los moros (mauri) procedentes de la Mauritania Tingitana. Durante el principado de Septimio Severo muchas familias principales de Corduba sufrieron la expropiación de sus bienes por haber apoyado a Albino, pretendiente al trono derrotado en 197. A finales del s. III (hacia 296-297), la Bética se volvió a ver amenazada por las incursiones mauritanas, lo que llevó al emperador Maximiano a construir un gran palacio imperial desde el que dirigir las operaciones militares.
A pesar de la situación generalizada de crisis en que se sumió el Imperio a partir del s. III, Corduba siguió siendo una de sus ciudades más importantes, también a partir de la cristianización de la sociedad. Osio, obispo cordobés, se convirtió en la mano derecha del emperador Constantino y presidió el Concilio de Nicea (325) que estableció las bases doctrinales de la Iglesia primitiva.
Con las invasiones bárbaras del s. V, Corduba, como el resto de Hispania, se desgajó del Imperio romano Occidental, que acabaría cayendo en 476. Más tarde pudo formar parte de la provincia de Spania del Imperio bizantino, aunque este hecho no está demostrado. Sí formó parte del Reino Visigodo desde el siglo VI, hasta que en 712 llegó a las puertas de la ciudad el ejército invasor musulmán que había cruzado el estrecho de Gibraltar un año antes. Tras una encarnizada lucha, los últimos defensores cristianos de Corduba, un puñado de caballeros, se encerraron en una iglesia, siendo quemados vivos por los invasores mahometanos, que se convirtieron en los nuevos dueños de la ciudad.

### Edad Media
En el año 711, los ejércitos árabes y bereberes invadieron la península ibérica, y en menos de siete años casi todo el territorio llegó a estar ocupado por los musulmanes. Córdoba fue capital del Emirato Independiente y del Califato Omeya de occidente, época en la que alcanzó su mayor apogeo, llegando a tener entre 250 000 y 300 000 habitantes, siendo en el siglo X una de las ciudades más grandes del mundo, en Europa solo superada por Constantinopla, así como nodo cultural, político y económico. Recientes hallazgos arqueológicos en zonas urbanas que se consideraban que debían estar ocupadas por almunias y huertas, como el meandro del río Guadalquivir entre el barrio de Levante, el barrio de Fátima y el Polígono de las Quemadas, hacen suponer incierto el margen de los 300 000 al millón de habitantes del que hablan las crónicas musulmanas hacia el año 1000. Con la excepción de Constantinopla, a mediados del siglo X no había en Europa Occidental una ciudad similar en cuanto a superficie edificada, ya que por aquel entonces ninguna superaba las 30 000 personas. Leopoldo Torres Balbás cifró la población de la ciudad en torno al siglo X en más de 100 000 habitantes, mientras otras fuentes hablan de 200 000 o 300 000. José Calvo Poyato ha considerado la cifra del millón de habitantes una exageración y un error.
Durante el gobierno de Abderramán I, se empezó a erigir la gran mezquita de Córdoba, actualmente revertida a catedral católica y denominada catedral de Santa María Madre de Dios, (completada en el siglo X) sobre la base de la basílica de San Vicente Mártir, templo compartido por musulmanes y cristianos hasta esa fecha. Los cristianos debieron levantar a partir de entonces su iglesia en las afueras de Córdoba. Igualmente, la ciudad contaba con una famosa universidad y una biblioteca pública que contenía unos 400 000 volúmenes. Había veintisiete escuelas gratuitas para enseñar a los niños pobres, y el nivel de alfabetización, tanto de los niños como de las niñas, era muy alto. Los jóvenes que pertenecían a la nobleza de los reinos católicos del norte de España recibían su educación en la corte mora, y las mujeres ricas de Francia encargaban en Córdoba sus trajes más elegantes. La ciudad estaba adornada con jardines, cascadas y lagos artificiales, y mediante un acueducto, se suministraba agua dulce en abundancia a las fuentes y los baños públicos, de los que, según un cronista musulmán, había setecientos. Por toda la ciudad podían verse suntuosos palacios, uno de los cuales, Al-Zahra (Medina Azahara), a las afueras de Córdoba, requirió veinticinco años y el duro trabajo de 10 000 obreros para completarse. Sus ruinas testifican aún hoy su anterior grandeza.
No obstante, la muerte de Almanzor desató la anarquía en Córdoba y una disputa abierta por el poder, que dio pie en los primeros años del milenio al saqueo y el pillaje de Córdoba y Medina Azahara. La antigua joya de la corona quedó relegada en pocos años a ciudad de importancia secundaria en el contexto peninsular, musulmán y europeo.
En 1236, Fernando III el Santo toma la ciudad. Dicho monarca ordena la edificación de las denominadas iglesias fernandinas. Alfonso X establece el convento de Santa Clara y durante el reinado de Alfonso XI se edifica la sinagoga de Córdoba. Asimismo, y para conmemorar la victoria de la batalla del Salado sobre los benimerines, se edifica la Real Colegiata de San Hipólito, donde se encuentra enterrado este rey y su padre. También durante su reinado se empieza a edificar el Alcázar de los Reyes Cristianos.

### Edad Contemporánea
Siglo XIX

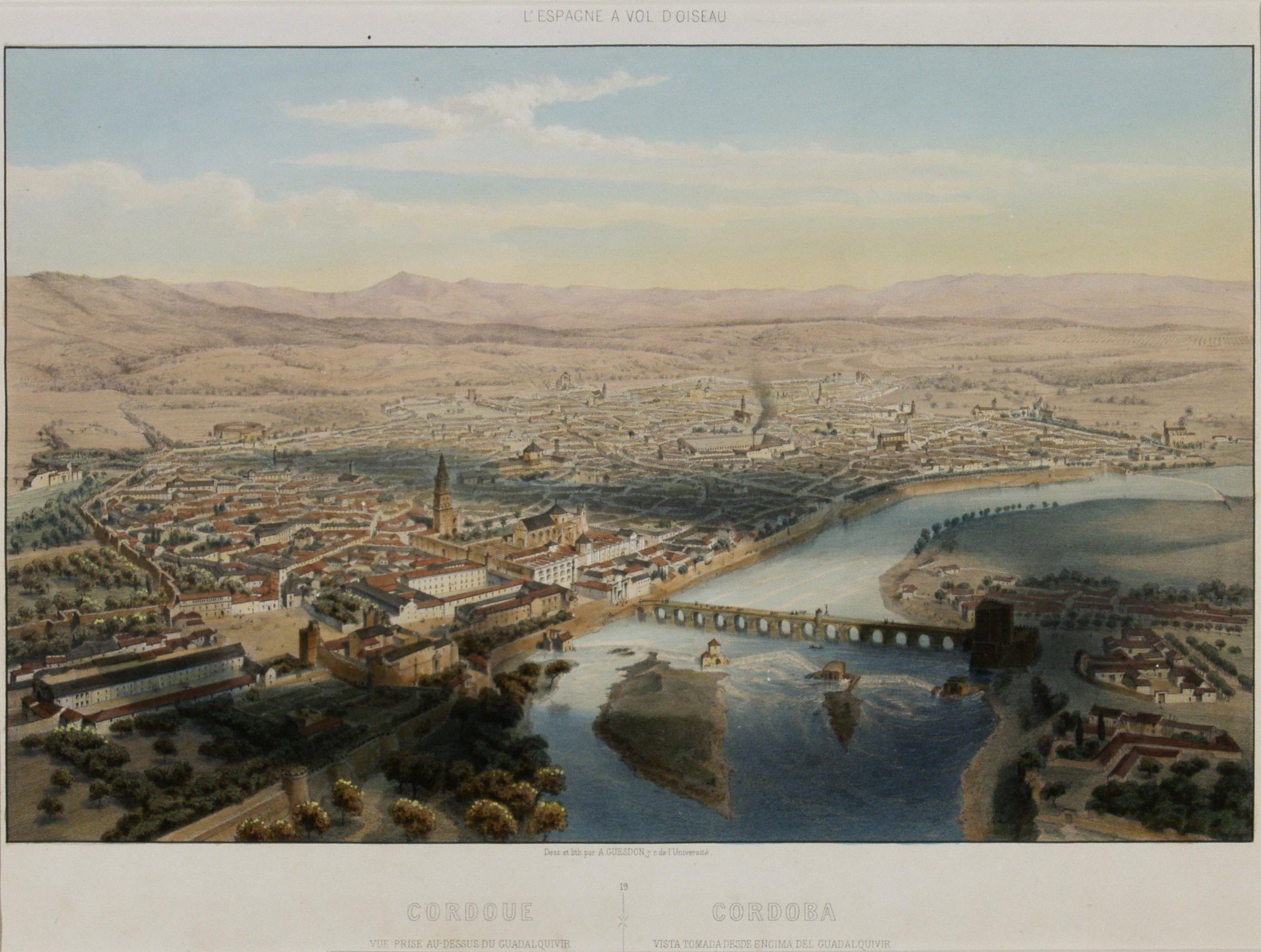
Vista de Córdoba a mediados del en L' Espagne a vol d'oiseau de Alfred Guesdon

En septiembre de 1804 se detectó un foco de fiebre amarilla en la ciudad, epidemia que acabó en apenas unos meses con la vida de más de 1500 cordobeses. El foco se inició en la calle Almonas, posiblemente procedente del puerto de Málaga, ciudad que en el verano de 1804 padeció un fuerte brote con más de 11 400 defunciones. La infección pronto saltará a Córdoba, afectando a la capital y a varios municipios del entorno como Espejo, Montilla o La Rambla. En el municipio de Córdoba, de la zona de la Axerquía se extendió al resto de la ciudad, aunque se levantaron muros y se cortaron varias calles. Las puertas de la urbe permanecieron cerradas, a excepción de las puertas del Rincón y puerta Nueva, donde se colocaron alguaciles y un médico para realizar el control sanitario. A finales de noviembre de 1804 se declaró el fin de la epidemia, lo que se celebró con fiestas y alborozo.
Al comienzo de la guerra de la Independencia española (1808-1814) la ciudad sufrió el saqueo sistemático de las fuerzas imperiales francesas, tras haberla ocupado brevemente en junio de 1808. La ciudad volvería a ser ocupada por estos en 1810, en el transcurso de la campaña del general Jean-de-Dieu Soult en Andalucía, permaneciendo bajo control francés hasta la retirada de 1812.
En 1836, durante el transcurso de la primera guerra carlista, fue brevemente ocupada por el general Miguel Gómez Damas.

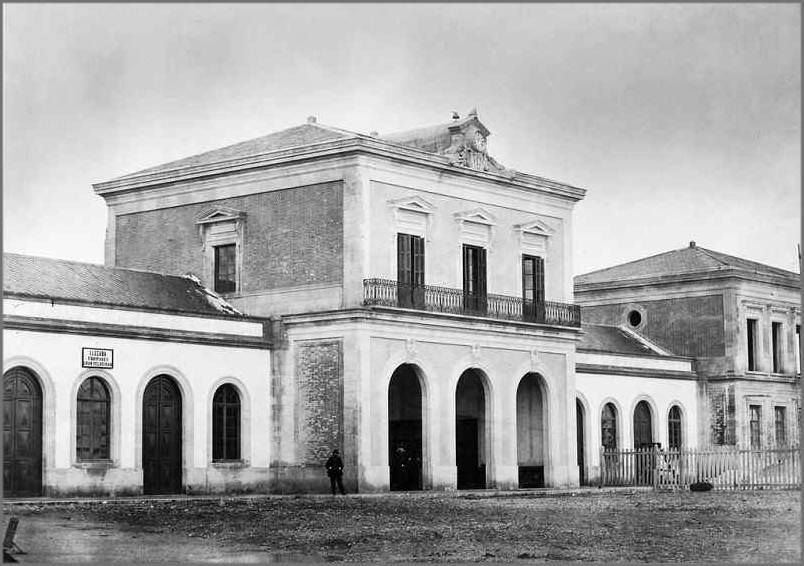
La antigua estación central, en una imagen de José Spreafico (1867)

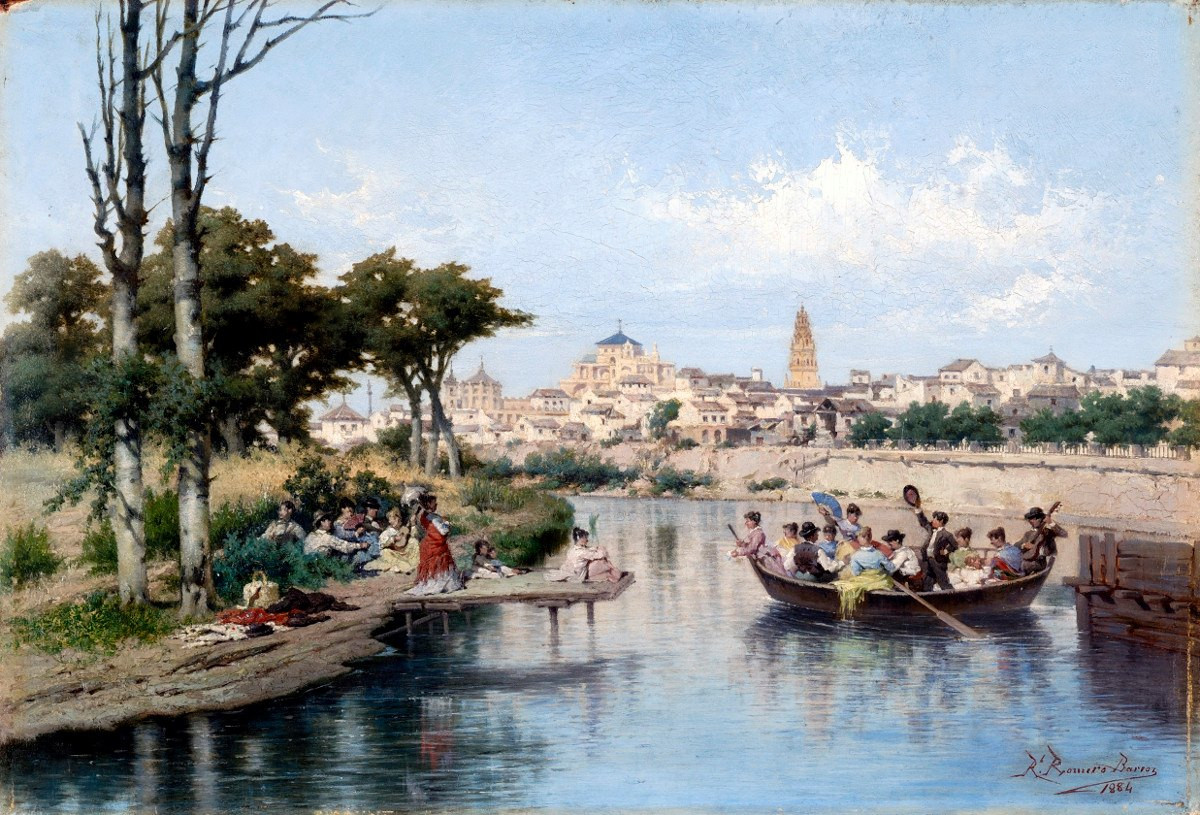
Un domingo en Córdoba a orillas del Guadalquivir, obra de Rafael Romero Barros (1884)

A mediados del siglo XIX se produjo la llegada del ferrocarril a Córdoba, con la inauguración de la línea Córdoba-Sevilla en 1859. En los siguientes años se fueron inaugurando otros trazados: la línea Córdoba-Málaga (1865), la línea Manzanares-Córdoba (1866), la línea Córdoba-Belmez (1873) o la línea Marchena-Valchillón (1885). Como resultado, la capital cordobesa se convirtió en un importante nudo ferroviario, que movía un gran tráfico de pasajeros y mercancías. Se llegó a levantar una estación, la conocida «estación central», que mantenía conexiones con Sevilla, Alcázar de San Juan y Madrid. Algunos años después se levantó en las cercanías otra estación, la de Cercadilla, cabecera de los trazados a Málaga y Belmez. La conexión con la línea de Marchena se realizaba a través del nudo ferroviario de Valchillón, situado al sur de la ciudad. En torno a las estaciones se articuló un gran complejo de instalaciones ferroviarias, con grandes playas de vías, depósitos de locomotoras, rontondas, talleres, muelles-almacenes de mercancías, etc.
Siglos XX y XXI

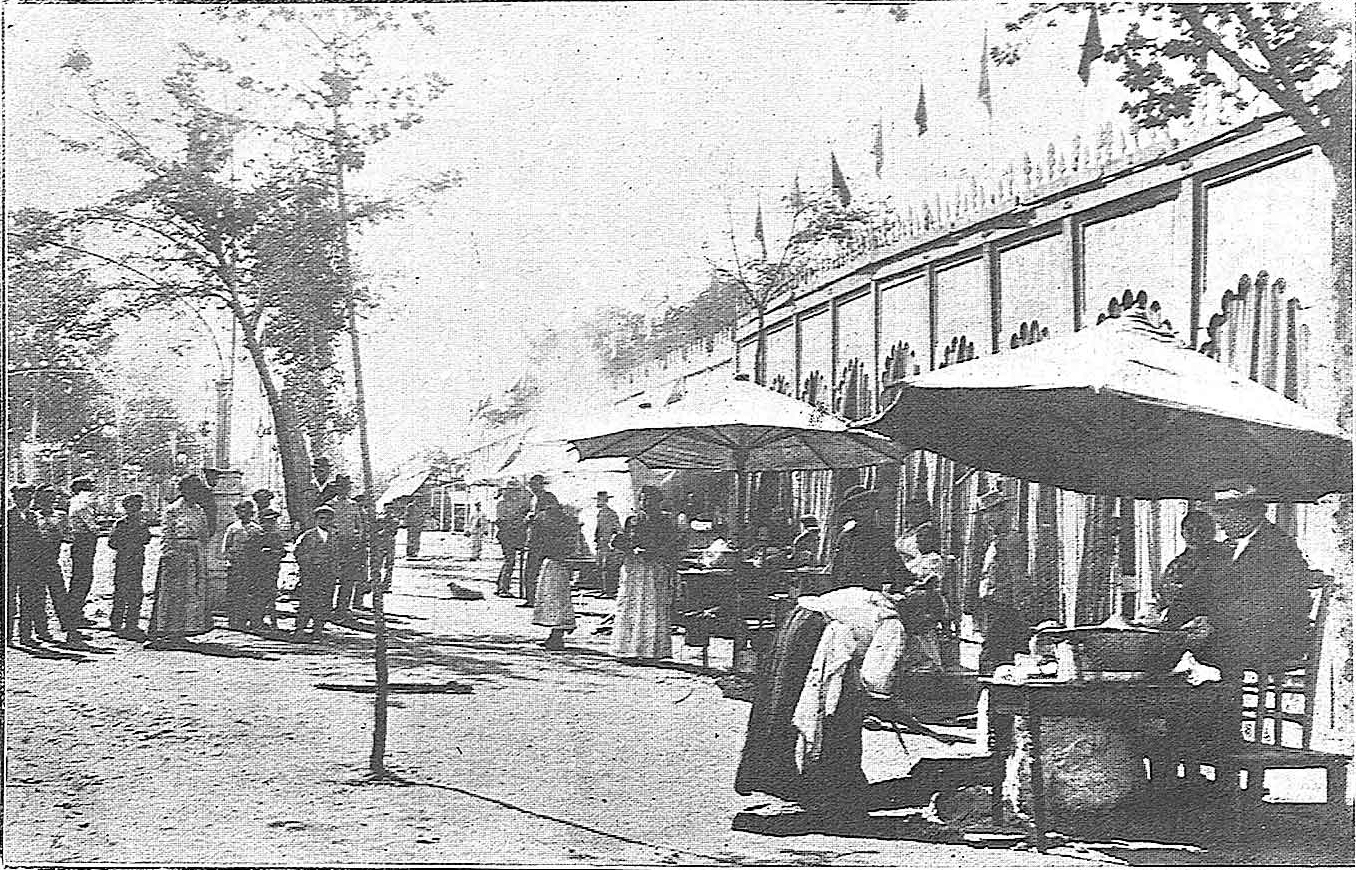
Buñolerías en una feria (1904)

En la actualidad se trata de una de las ciudades mejor conservadas de España, con un centro histórico muy extenso, declarado Patrimonio de la Humanidad por la Unesco el 17 de diciembre de 1984. Así mismo, la ciudad presenta zonas referentes de la moderna Córdoba del siglo XXI, como los barrios de Zoco y Plan Renfe por su calidad urbana.
Córdoba fue candidata a la capitalidad cultural europea para el año 2016, siendo finalista para representar a España.
La Junta de Andalucía está estudiando la creación del área metropolitana de Córdoba que estaría compuesta, además de por la capital, por las poblaciones de Villafranca de Córdoba, Obejo, La Carlota, Villaharta, Villaviciosa de Córdoba, Almodóvar del Río y Guadalcázar, contando así con una población aproximada de 362 000 habitantes.
El 1 de julio de 2018, Medina Azahara fue declarada Patrimonio de la Humanidad.

## Patrimonio

### Arquitectura histórica
Córdoba, ciudad milenaria, posee el segundo casco histórico más grande de Europa, el mayor espacio urbano del mundo declarado Patrimonio de la Humanidad por la Unesco. Es precisamente en él donde se aglomera gran parte de los edificios históricos de la ciudad. En él cabe destacar el edificio más importante y símbolo de la ciudad, la mezquita de Córdoba y actual catedral que, junto al puente romano, forman la más conocida faceta de la ciudad. De la época romana pueden encontrarse, además del puente, el templo romano situado en la calle Claudio Marcelo y dedicado en su tiempo al culto imperial, el teatro romano situado bajo el Museo Arqueológico y Etnológico de Córdoba; es el más grande conocido de toda Hispania, el mausoleo romano dedicado a una familia acomodada de la época, el foro colonial, el foro adiectum, el anfiteatro y los restos del palacio del emperador Maximiano Hercúleo en el yacimiento arqueológico de Cercadilla.
Cerca de la mezquita-catedral se emplaza la antigua judería formada por multitud de calles irregulares, tales como calleja de las Flores y la calleja del Pañuelo, en las que pueden visitarse la sinagoga y la casa de Sefarad. En el extremo suroeste del casco antiguo se encuentra el alcázar de los Reyes Cristianos, antiguo alojamiento de los reyes y sede de la Inquisición, y adyacente al mismo se hallan las Caballerizas Reales, lugar de crianza del caballo andaluz. Cerca de las caballerizas se encuentran, junto a la muralla, los antiguos baños califales. En el sur del casco antiguo y al este de la mezquita, situada en la plaza del Potro, se halla la Posada del Potro, mencionada en obras literarias como Don Quijote y La Feria de los Discretos. Tanto la posada como la plaza reciben su nombre de la fuente situada en el centro de la plaza, la cual representa a un potrillo. No lejos de esta plaza se encuentra el arco del Portillo.
A lo largo del cauce del Guadalquivir se encuentran los molinos del Guadalquivir, edificios de la época musulmana que aprovechaban la fuerza de la corriente para moler la harina tales como el molino de la Albolafia, el molino de la Alegría o el molino de Martos.
Rodeando el extenso casco histórico se sitúa la antigua muralla romana, de la cual se conservan algunos lienzos; la puerta de Almodóvar, la puerta de Sevilla y la puerta del Puente, que son las tres únicas puertas que se conservan de las trece que tuvo la ciudad; algunas torres como la torre de la Malmuerta, la torre de Belén y la torre de la Puerta del Rincón; y las fortalezas de la torre de la Calahorra y la torre de los Donceles.
Repartidos por todo el casco antiguo se encuentran numerosas casas señoriales y edificios palaciegos tales como el palacio de Viana, palacio de la Merced, palacio de Orive, palacio de los Aguayos, palacio de los Luna, palacio del duque de Medina Sidonia, palacio de los marqueses del Carpio, el palacio de los Venegas, el palacio del marqués de Benamejí, el palacio Torres Cabrera, el de los Duques de Hornachuelos, el palacio de los Condes de las Quemadas, casa palacio de los Hoces (hoy archivo municipal), el palacio de los Sigler de Espinosa y el Palacio de los Fernández de Córdoba (ambos hoteles hoy día), el Palacio de los Muñices (hoy colegio), el palacio de los Páez de Castillejo (Museo Arqueológico), el del duque de Rivas ( sede de la empresa municipal de vivienda, Vimcorsa y para exposiciones), El Palacio barroco de los Guzmanes ( En el Realejo), etc.
De otros sólo nos han llegado sus bellas portadas como el Palacio del marqués de Boil (calle Gondomar) o el Palacio del marqués de la Fuensanta del Valle (hoy conservatorio de música).
A las afueras de la ciudad se encuentra el conjunto arqueológico de la ciudad de Medina Azahara (Madinat Al-Zahra) que constituye junto con la Alhambra de Granada la cumbre de la arquitectura hispanomusulmana.
Y cerca del conjunto arqueológico de Medina Azahara se sitúa el Monasterio tardo medieval de San Jerónimo de Valparaíso (en manos privadas y visitable solo algunos días al año).
Otros monumentos son:
- Cuesta del Bailío.
- De la época califal se conservan el alminar de San Juan, procedente de una antigua mezquita en la plaza del mismo nombre, y el alminar o minarete de Santa Clara (hoy torre del ex convento del mismo nombre).
- Baños árabes. Existen en la ciudad de Córdoba (al menos) cuatro baños árabes tanto de época Califal como posteriores almohades. Son los baños del Alcázar Califal (visitables), los baños de Santa María (visitables, albergan un negocio hostelero), los baños de San Pedro (en rehabilitación, año 2025) y los baños de la Pescadería (no visitables aún). También existen varios baños en la ciudad califal de Medina Azahara. Y de época medieval cristiana (siglo XIV) se conservan los baños del Alcázar de los Reyes Cristianos (visitables), y los baños del Obispo (enterrados en el solar de la antigua biblioteca provincial, y no visibles).
- Iglesias Fernandinas Iglesia de Santa Marina, edificada en el siglo XIII tras la conquista cristiana de la ciudad

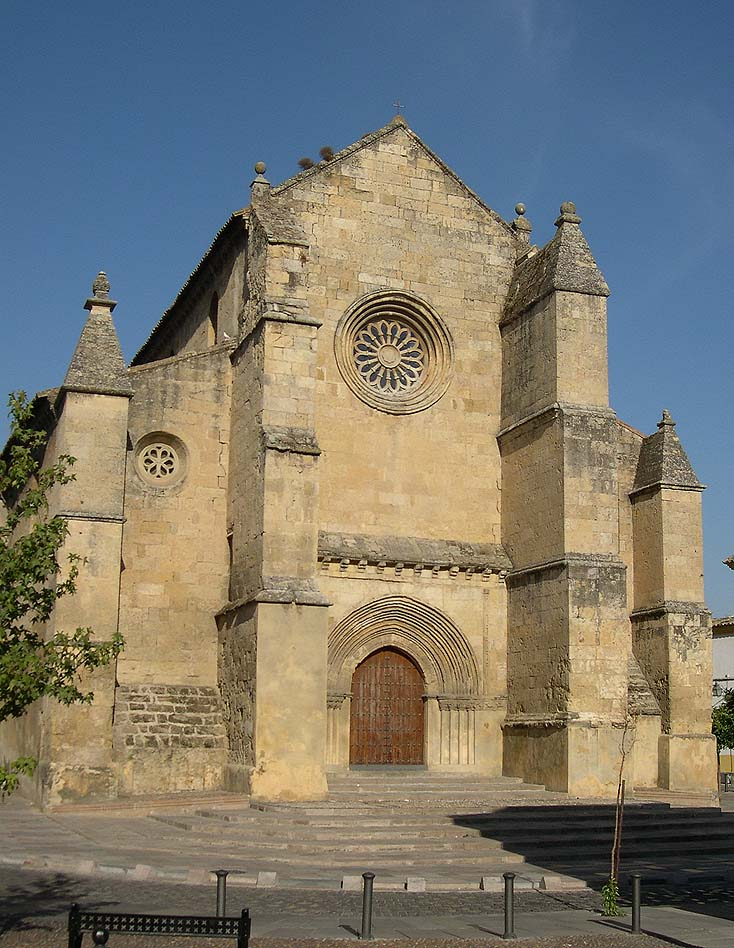
Iglesia de Santa Marina, edificada en el tras la conquista cristiana de la ciudad

Las iglesias fernandinas son doce iglesias Románicas/ Góticas, y son aquellos templos cristianos que fueron mandados erigir en Córdoba (muchos fueron transformación de mezquitas que, a su vez, habían sido iglesias durante el período visigótico) por Fernando III «el Santo» tras la reconquista de la ciudad en 1236. La misión de cada una de estas iglesias era doble: por una parte, la de ser centros espirituales de la ciudad, funcionando como iglesias; y por otra parte, ser los centros administrativos de la ciudad de Córdoba, siendo cada una de las iglesias, cabeceras de los barrios o collaciones en los cuales se dividía la ciudad desde la Edad Media y hasta el siglo XX. Algunas de las que se conservan son:
- Iglesia de San Nicolás de la Villa. Situada en la calle Concepción.
- Iglesia de San Nicolás de la Ajerquía. Iglesia desaparecida. Situada antiguamente en el paseo de la Ribera. La mayoría de sus enseres se encuentran actualmente en la iglesia de San Francisco.
- Iglesia de San Miguel. Situada en la plaza de San Miguel.
- Iglesia de San Juan y Todos los Santos. Situada en la calle Lope de Hoces.
- Iglesia de Santa Marina de Aguas Santas. Situada en la plaza de Santa Marina.
- Iglesia de San Agustín. Situada en la plaza de San Agustín.
- Iglesia de San Andrés. Situada en la calle Realejo.
- Iglesia de San Lorenzo. Situada en la plaza de San Lorenzo.
- Iglesia de Santiago. Situada en la calle Agustín Moreno.
- Basílica de San Pedro. Situada en la plaza de San Pedro. Allí se encuentra la urna de plata con las reliquias de los Santos Mártires de Córdoba, fuente de gran devoción en la ciudad y titulares de la Hermandad de la Misericordia Fue declarada Basílica Menor por el papa Benedicto XVI en el año 2006.
- Iglesia de La Magdalena. Situada en la avenida Ronda de Andújar. Actualmente la iglesia no es objeto del culto católico, sino que es un equipamiento cultural utilizado sobre todo por la fundación CajaSur.
- Iglesia de San Pablo. Con entrada principal por Capitulares y entrada lateral por calle San Pablo. Forma parte de la Manzana de San Pablo, que consta de un gran huerto, hoy convertido en parque, al que miraban varios palacios y casas señoriales, entre ella el palacio de Orive[54] (también llamado palacio de los Villalones), motivo por el cual el huerto es conocido igualmente como los jardines de Orive. En dicho huerto se descubrieron en la década de 1990 las ruinas del antiguo circo romano.[55]

#### Otros monumentos religiosos

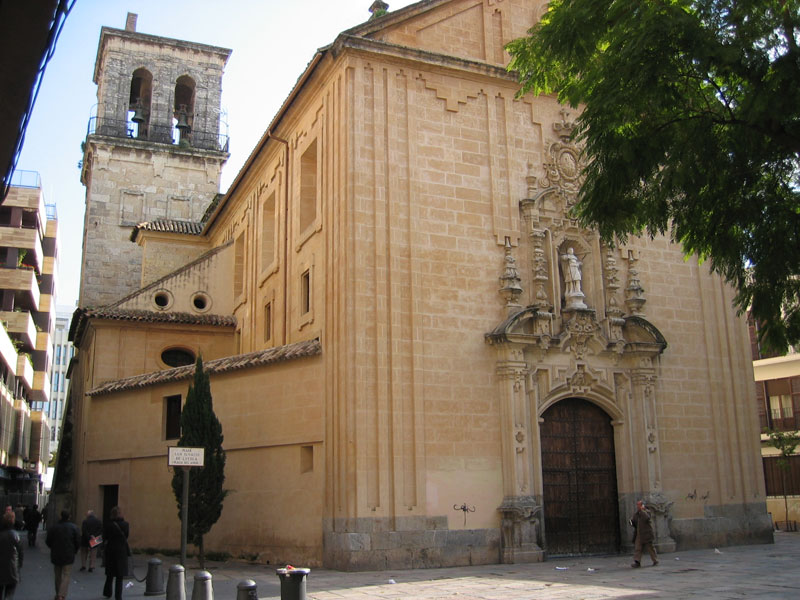
Iglesia de San Hipólito

- Real Colegiata de San Hipólito. En ella se encuentran sepultados Fernando IV el Emplazado y Alfonso XI el Justiciero, reyes de Castilla y León.
- Iglesia de Nuestra Señora de Gracia (Padres Trinitarios)
- Iglesia de San José y Espíritu Santo
- Convento de Santa Ana
- Convento de Santa Marta
- Convento de Santa Isabel
- Convento de Santa Cruz
- Convento de la Encarnación
- Iglesia de San Antonio de Padua
- Iglesia Conventual del Santo Ángel
- Iglesia y convento del Císter
- Santuario de María Auxiliadora
- Iglesia de San Roque
- Iglesia de Nuestra Señora de la Paz
- Iglesia Hospital de Jesús Nazareno
- Iglesia Conventual de San Cayetano
- Iglesia Hospital de San Jacinto
- Iglesia de San Francisco y San Eulogio. Situada en el interior del Compás de San Francisco, en la calle del mismo nombre, conocida como la calle de la Feria, en pleno centro de la ciudad
- Monasterio de San Jerónimo
- Iglesia de Santa María de Trassierra
- Iglesia del Salvador y Santo Domingo de Silos. Situada en la plaza de la Compañía. Allí reside la Hermandad del Santo Sepulcro
- Santuario de Nuestra Señora de Linares
- Torre de Santo Domingo de Silos
- Santuario de Nuestra Señora de la Fuensanta
- Capilla de San Bartolomé
- Basílica del Juramento de San Rafael, situada en el barrio de San Lorenzo. En esta Basílica reside la imagen del Arcángel, custodio de la ciudad
- Ermita del Socorro, situada en la plaza del mismo nombre, muy próxima a la plaza de la Corredera.
- Ermita del Colodro
- Ermita de San Zoilo
- Ermita de la Alegría
- Ermita de los Desamparados (portada solo)
- Convento de Regina Coeli. Construido en 1499 y actualmente en estado de semi abandono
- Mezquita de los Andaluces, cuyo origen data de siglo XII y actualmente tiene un uso islámico
- Mezquita El Morabito
- Sinagoga de Córdoba

### Escultura urbana
Repartidos por toda la ciudad se encuentran los denominados Triunfos de San Rafael, monumentos que muestran la devoción hacia el arcángel Rafael, custodio de la ciudad. La mayoría se encuentran en los accesos de la ciudad como el puente romano (1651) o la puerta del Puente (1781) o en la antigua estación de trenes (1743), puesto que es el patrono de los viajeros. Además, también existían retablos al aire libre, del que actualmente solo se conserva el Altar a San Rafael (1801) de calle Lineros.
En la parte oeste del casco histórico se encuentran la estatua a Séneca (junto a la Puerta de Almodóvar), la estatua de Averroes (junto a la puerta de la Luna), y la de Maimónides (en la plaza de Tiberíades) en homenaje a estos tres grandes filósofos cordobeses. Más al sur, junto a la puerta de Sevilla, se encuentran la escultura al poeta Ibn Zaydun y la escultura al escritor y poeta Ibn Hazm y, en el interior del Alcázar, el monumento los Reyes Católicos y Cristóbal Colón.

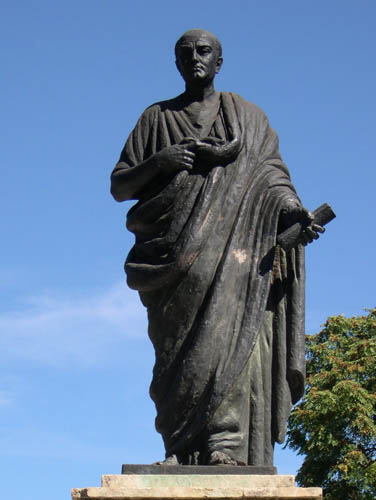
Estatua a Séneca
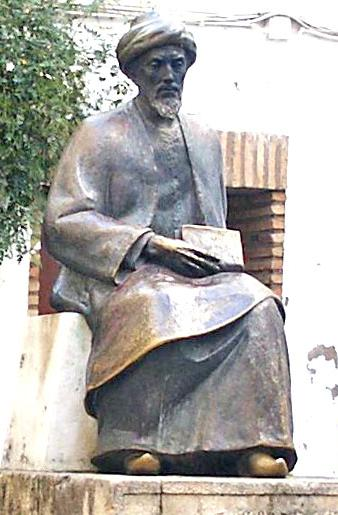
Estatua a Maimónides
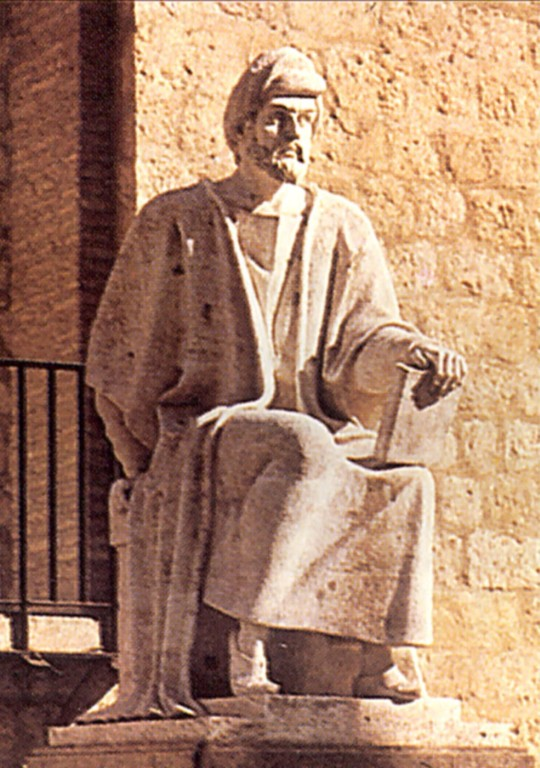
Estatua a Averroes
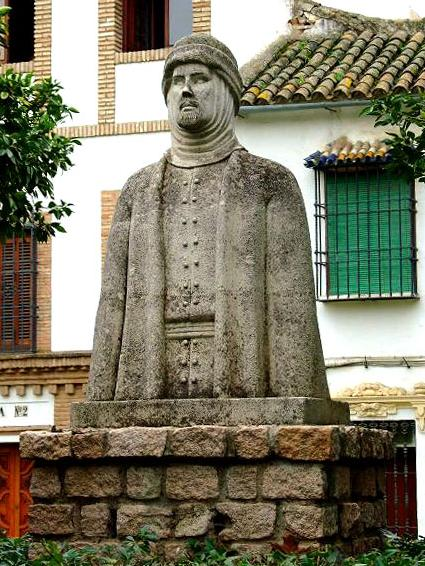
Estatua a Alhakén II
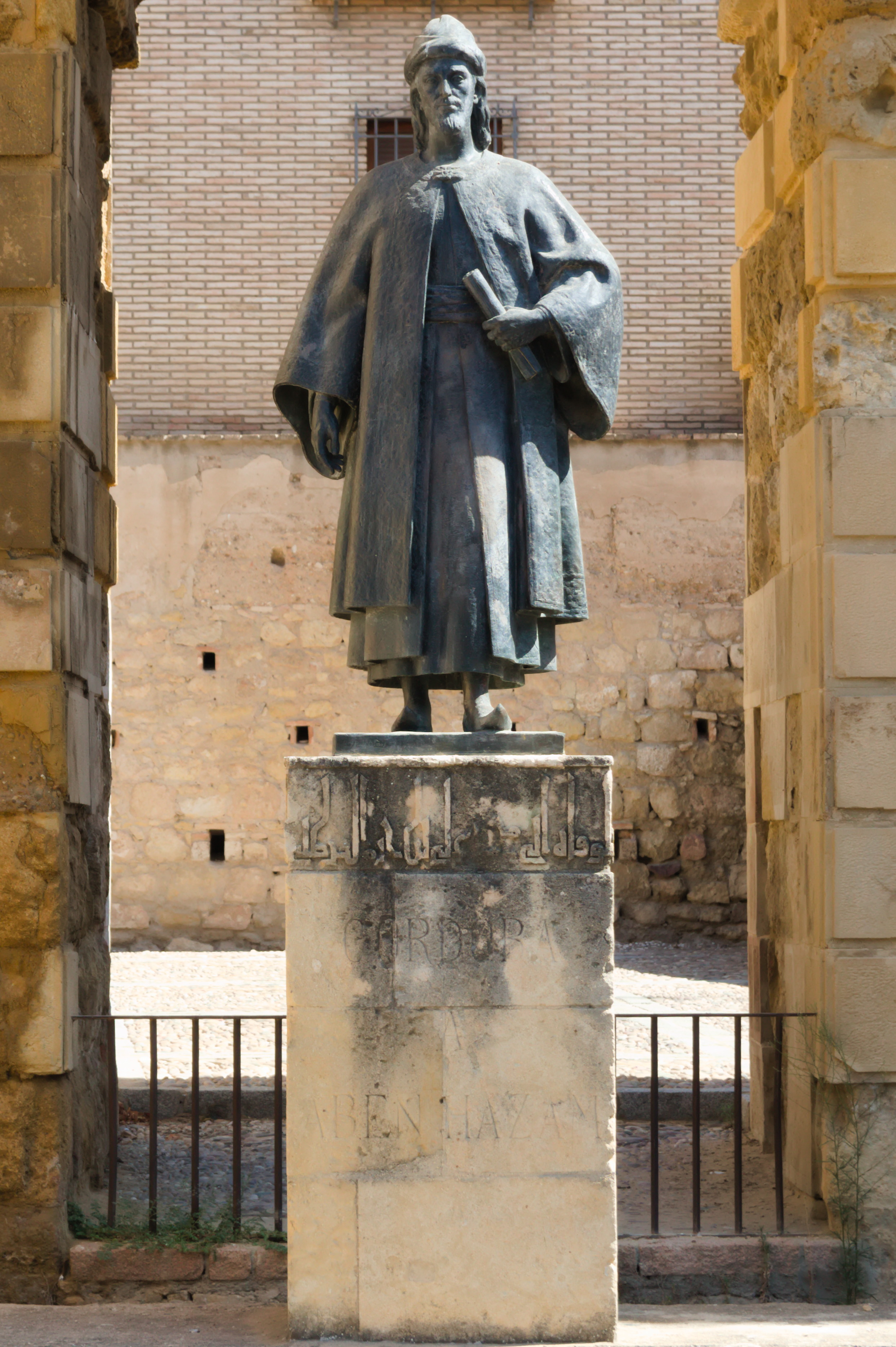
Estatua a Ibn Hazm

También hay varias esculturas colocadas en las numerosas plazas del casco antiguo. En la céntrica plaza de las Tendillas se encuentra la estatua ecuestre del Gran Capitán, en la plaza de Capuchinos se halla el Cristo de los Faroles, en la plaza de la Trinidad está la estatua a Luis de Góngora, en la plaza del Cardenal Salazar está el busto de Al-Gafequi, en la plaza de Capuchinas está la estatua al obispo Osio, en la plaza del conde de Priego puede contemplarse el monumento en honor de Manolete y en el Campo Santo de los Mártires se encuentra la estatua a Alhakén II y el monumento a los amantes.
Otras esculturas recientes son las de homenaje a Diario Córdoba y al insigne dramaturgo, poeta y escritor Antonio Gala (inaugurada en 2024) ambas en el bulevar del Gran Capitán. También la escultura homenaje a la bandera Andaluza, inaugurada a comienzos de 2025 en un lateral de la céntrica plaza de las Tendillas.
En los jardines de la Agricultura se puede contemplar el monumento al pintor Julio Romero de Torres, el busto del escultor Mateo Inurria, el busto del poeta Martínez Rücker y la escultura dedicada al jardinero Aniceto García Roldán que fue asesinado en dicho parque. Más al sur, en los jardines del duque de Rivas, se encuentra la estatua al escritor y poeta Ángel de Saavedra, duque de Rivas, realizada por el célebre escultor Mariano Benlliure.

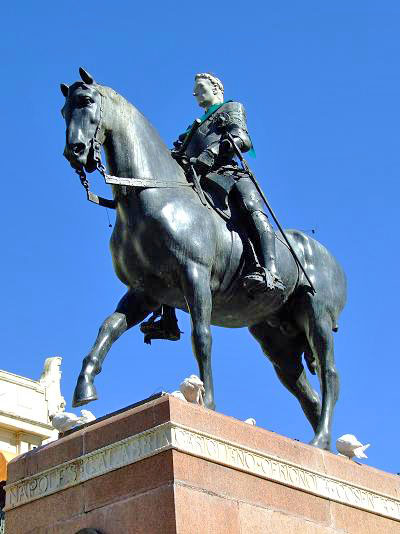
Estatua ecuestre al Gran Capitán
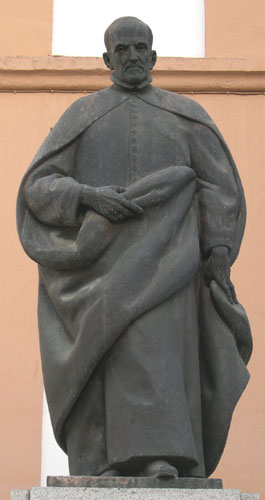
Monumento a Luis de Góngora
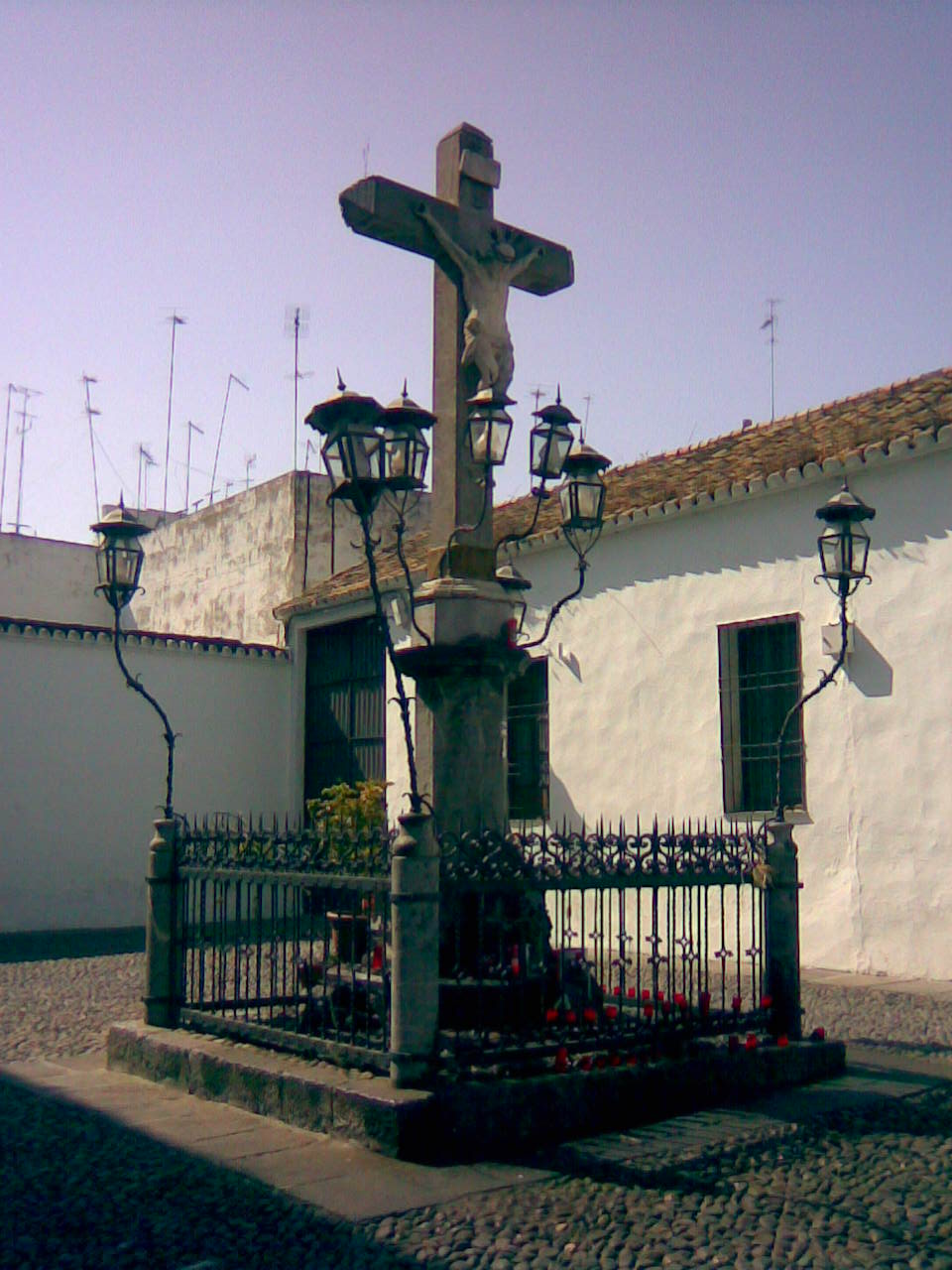
El Cristo de los faroles
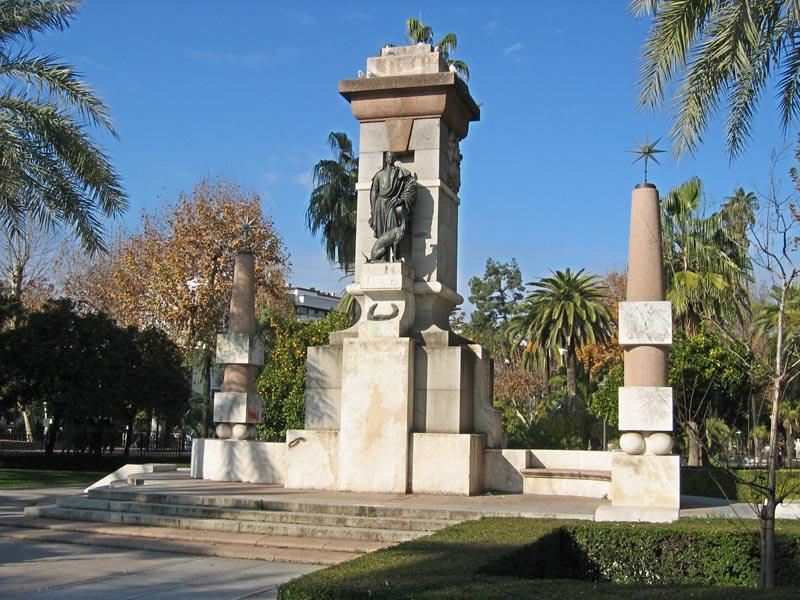
Monumento memorial a Julio Romero de Torres
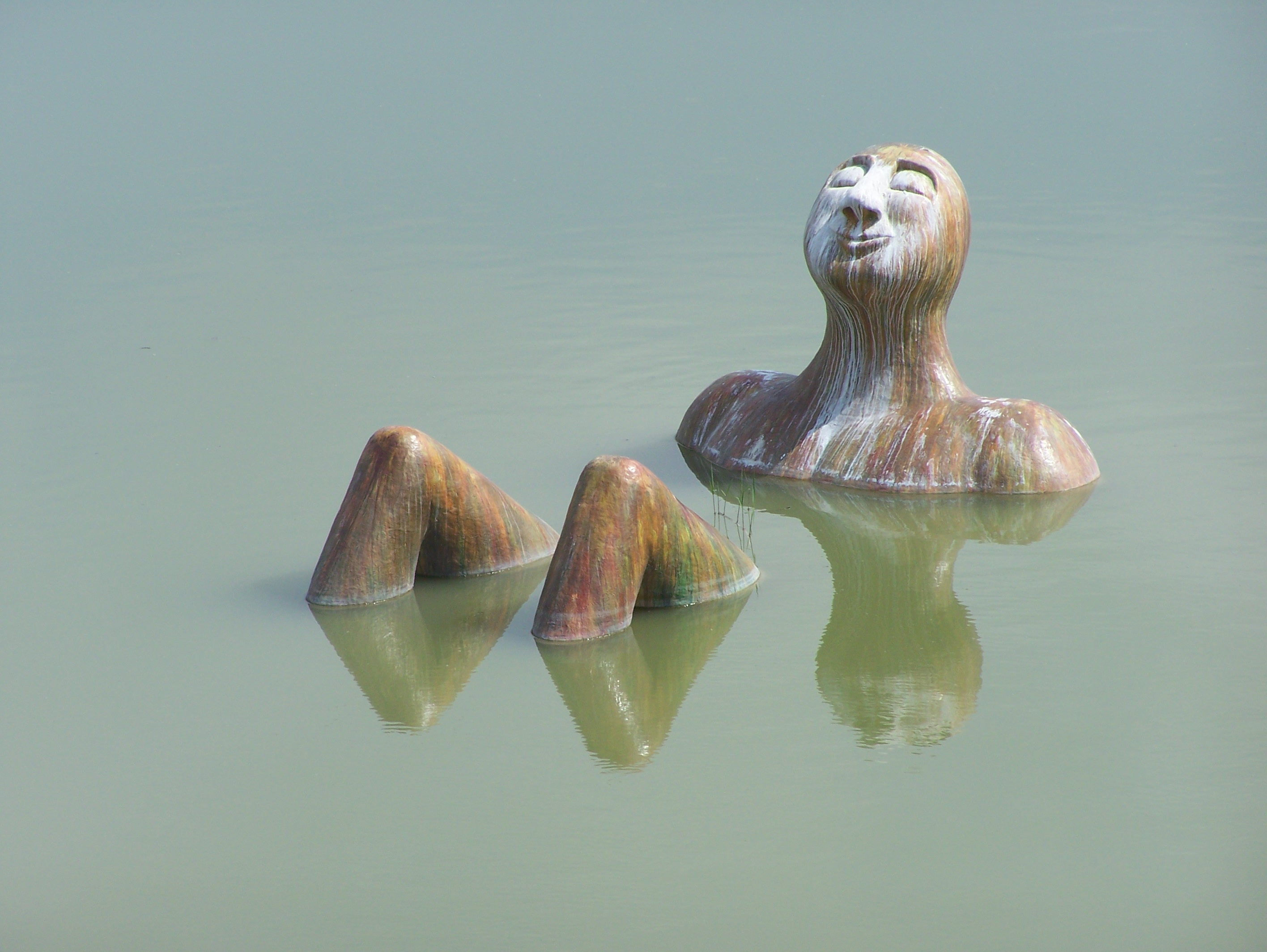
El Hombre Río

En el río Guadalquivir, cerca del puente de San Rafael, se encuentra la conocida como isla de las Esculturas. Se trata de una isla artificial de forma alargada en la cual se hallan una docena de esculturas realizadas en piedra durante el Simposio Internacional de Escultura. Aguas arriba del río, cerca del puente de Miraflores, se encontraba el Hombre Río, una original escultura que simulaba ser un bañista mirando hacia el cielo y cuya orientación variaba según la corriente del río. A día de hoy sigue existiendo una placa informativa, pero la escultura ha desaparecido, arrastrada por la corriente en noviembre del 2007. Hay planes para devolverla a su sitio.

#### Esculturas en homenaje a los cuidadores de los patios de Córdoba
Con motivo de la declaración como Patrimonio de la Humanidad del Festival de los Patios Cordobeses en 2012, se encargaron dos figuras al escultor cordobés José Manuel Belmonte que representan el pasado, presente y futuro de esta tradición. Posteriormente, se encargó una tercera al mismo escultor para conmemorar el centenario del Festival de los Patios, celebrado durante 2021.
- La regadera (abril de 2014), situada en la puerta del Rincón. Es la primera escultura de las tres que forman parte del grupo escultórico que se conoce como el Monumento a los cuidadores de los patios. Esta escultura en bronce muestra a una mujer con la tradicional caña con lata regando las macetas de su patio. Esta representa el presente.[58]
- El abuelo y el nieto (mayo de 2015), situada en la plaza Manuel Garrido de San Basilio. Es la segunda escultura, representa a un abuelo (el pasado) que entrega una maceta a su nieto (el futuro) para que continúe con la tradición.[59]
- El pozo de las flores (julio de 2022), situada en la plaza Poeta Juan Bernier. Este tercer conjunto escultórico representa a una abuela y su nieta durante el cuidado de las plantas en el patio, destacando la importancia del relevo generacional para la fiesta de los Patios.[60]

### Puentes
La ciudad de Córdoba posee en la actualidad siete puentes:

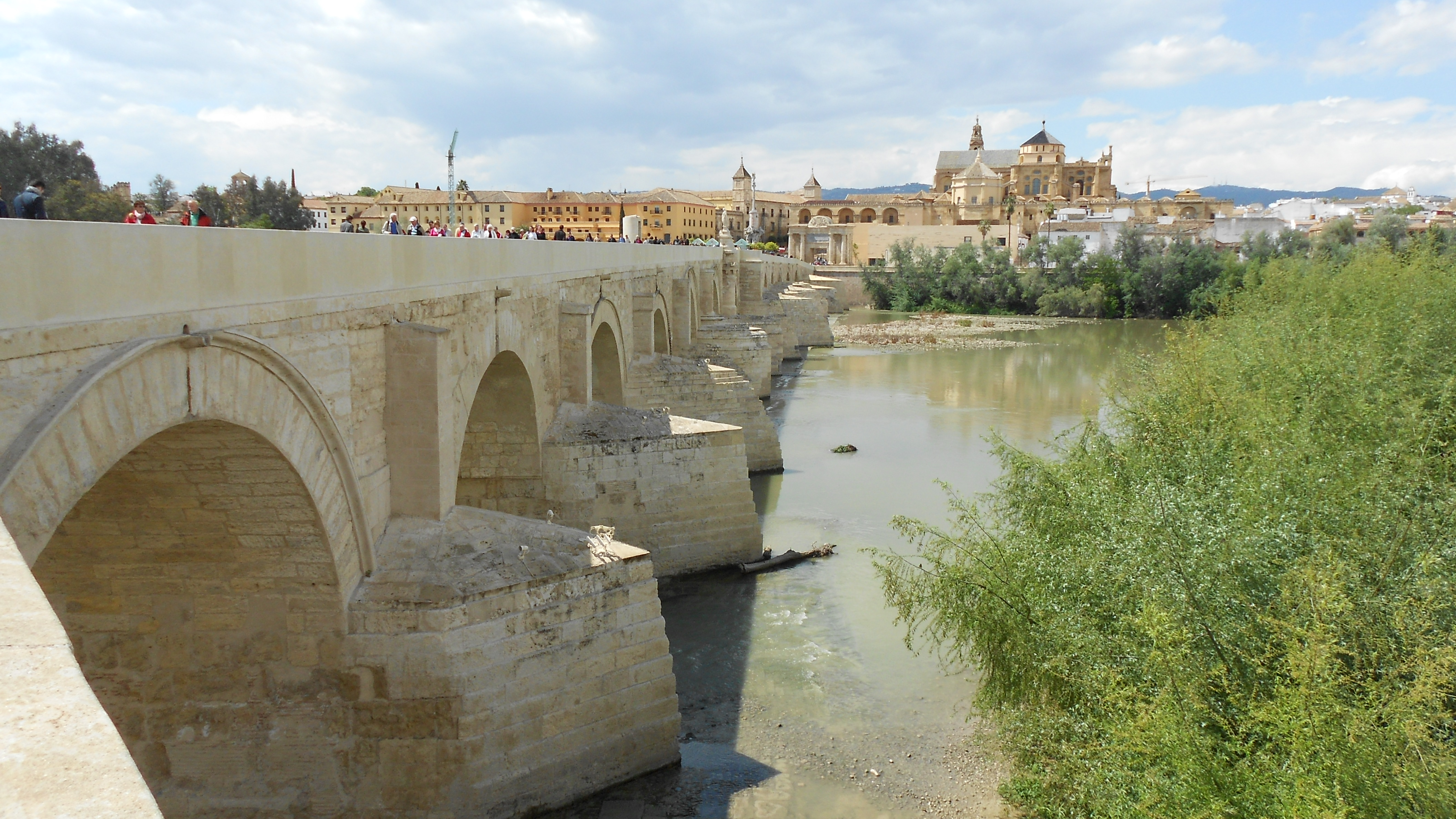
Puente romano de Córdoba sobre el río Guadalquivir. Al fondo, la Mezquita-catedral

- Puente romano: situado sobre el río Guadalquivir a su paso por Córdoba, que une la zona del Campo de la Verdad con el barrio de la Catedral. Fue el único puente con que contó la ciudad durante veinte siglos, hasta la construcción del puente de San Rafael, a mediados del siglo XX. El 9 de enero de 2008 se inauguró la mayor remodelación que el puente romano ha tenido en su historia. Construido a principios del siglo I d. C., durante la época de dominación romana en Córdoba, sobre el río Guadalquivir (probablemente sustituyendo a uno más primitivo de madera), tiene una longitud de unos 331 m y está compuesto por 16 arcos, aunque originalmente tuvo 17. Fue un importante medio de entrada a la ciudad desde la zona sur de la península ibérica por ser el único punto para cruzar el río sin utilizar ningún tipo de embarcación. Probablemente la Vía Augusta que iba desde Roma hasta Cádiz pasaba por él. A un lado del puente se encuentra la torre de la Calahorra y al otro se encuentra la puerta del Puente. A lo largo de su historia ha sufrido numerosas reconstrucciones, principalmente una en la época califal, una después de la Reconquista y otra a principios del siglo XX. Estos arreglos fueron más de carácter estético que estructurales. De hecho, solo el arco número 14 y número 15 (comenzando a contar desde la puerta del Puente) son originales. La restauración no estuvo exenta de polémica debido al carácter ambicioso del proyecto que quiso devolver al puente un aspecto lo más parecido posible al original. Para ello, se limpiaron los tajamares, se descubrieron los sillares originales, se sustituyó el adoquinado por un suelo liso de granito y se rehabilitó una hornacina existente dedicada a San Acisclo y Santa Victoria. Igualmente, se recuperó el nivel original del extremo norte del puente, enrasado con la puerta del Puente y el paseo de la Ribera.
- Puente de San Rafael: está formado por ocho arcos de 25 m de luz y con una longitud entre estribos de 217 m. La anchura es de 18,5 m entre pretiles, distribuidos en 12 m de calzada adoquinados para cuatro circulaciones y dos aceras losadas de cemento. Este puente fue inaugurado el 29 de abril de 1953 por el dictador Franco siendo Antonio Cruz Conde alcalde de la ciudad. Este puente fue el segundo puente que tuvo Córdoba después del puente romano uniendo la avenida del Corregidor con la plaza de Andalucía. En enero de 2004, desaparecen las placas conmemorativas con las que contaba el puente donde podía leerse: «S.E. el Jefe del Estado y Generalísimo de los Ejércitos, Francisco Franco Bahamonde, inauguró este puente del Guadalquivir el 29 de abril de 1953», que se encontraban en cada una de las entradas del puente, cada una en su propia dirección.
- Puente de Andalucía: está situado en el río Guadalquivir en Córdoba. Es de tipo atirantado, con 444 m de longitud, 30 de ancho y 114 m de luz máxima. Fue construido en el año 2003 y diseñado por Javier Manterola. Este puente forma parte de la ronda oeste de Córdoba, formado en la parte del río por un puente colgante.
- Puente de Miraflores: conocido como «el puente oxidado». Este puente une la calle San Fernando y Ronda de Isasa con la península de Miraflores. Fue diseñado por Herrero, Suárez y Casado e inaugurado el de 2 de mayo de 2003. Al principio, en 1989, se había barajado la propuesta[61] del arquitecto-ingeniero Santiago Calatrava, de aspecto parecido al puente Lusitania de Mérida; pero finalmente fue descartado por su posible impacto en el conjunto artístico del casco histórico, debido a que con su altura podría tapar la visión de la Mezquita.
- Puente de la Autovía del Sur: situado en Córdoba en el río Guadalquivir, es un puente que conforma esta autovía y la ronda sureste de Córdoba.
- Puente de Abbas Ibn Firnás: con 365 m de longitud, se encuentra al oeste de Córdoba. Se inauguró el 14 de enero de 2011 y forma parte del tramo sur de la variante oeste de Córdoba, CO-32.
- Puente del Arenal: situado en Córdoba en el río Guadalquivir, que conecta la avenida del Campo de la Verdad con el recinto ferial de Córdoba.

También existen otros puentes como el viaducto que une la avenida Arroyo del Moro y la glorieta del poeta Ibn Zaydun o el célebre Puente de Alcolea (siglo XVIII), localizado entre las barriadas periféricas de Alcolea y Los Ángeles.
También son destacables el Puente Romano sobre el arroyo Pedroches (unía Corduba con Augusta Emérita) y el Puente de Hierro (s. XIX), en la zona de la palomera, detrás del barrio del Naranjo.

### Jardines, parques y entornos naturales

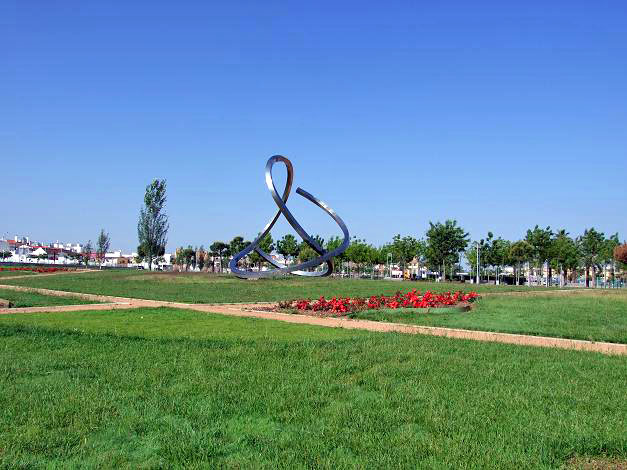
Parque de Miraflores. Al fondo la escultura Salam

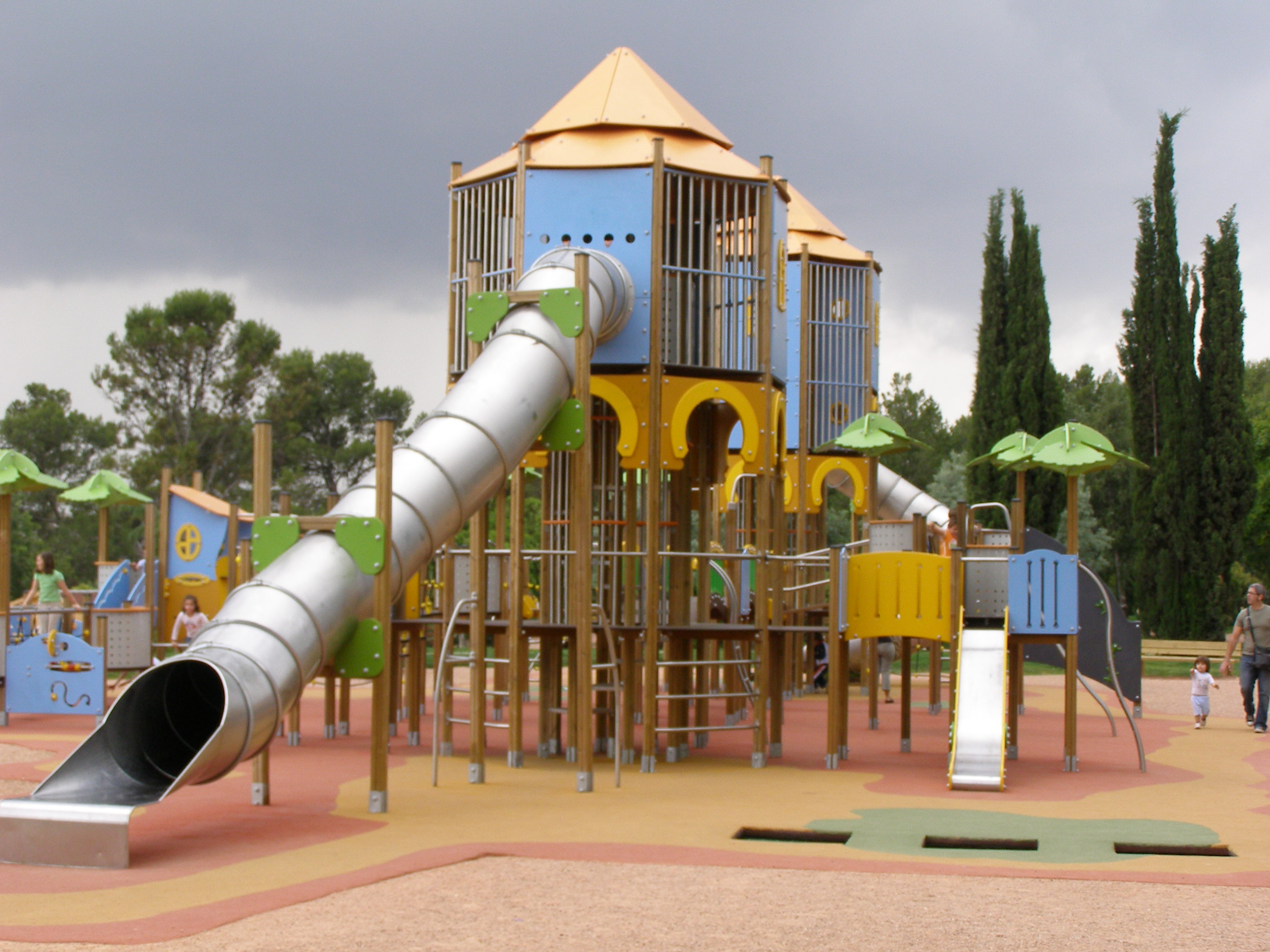
Ciudad de los Niños

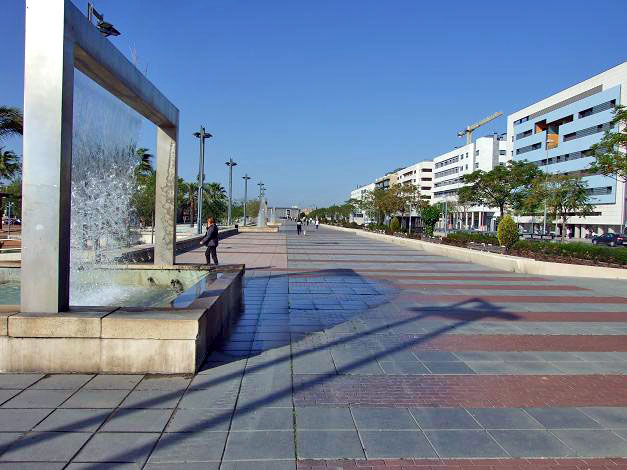
Paseo de Córdoba

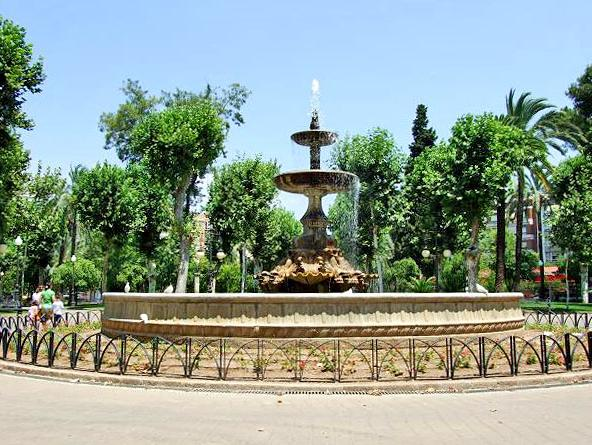
Fuente de los jardines de Colón

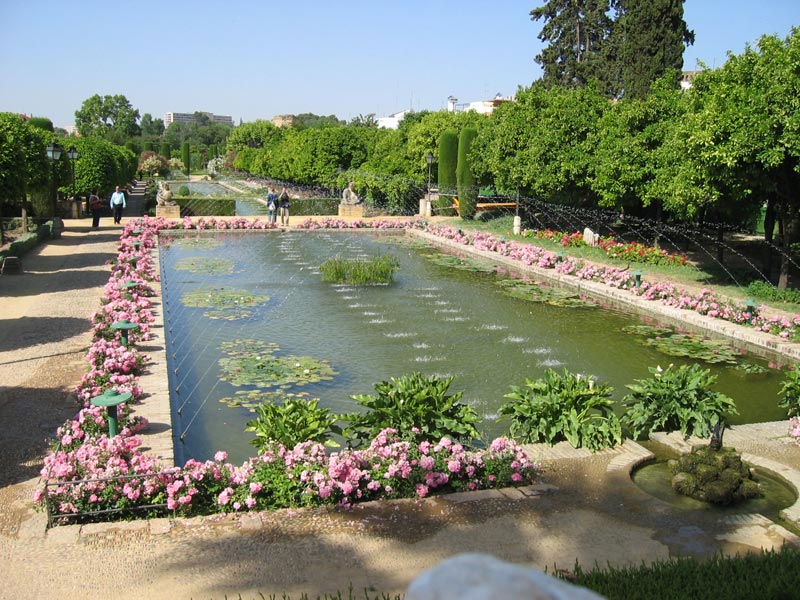
Jardines del Alcázar

La ciudad dispone de más de 5,1 millones de metros cuadrados de zonas verdes públicas urbanas, lo que arroja un ratio superior a 15 m²/hab. (lo recomendado por la OMS). Si se considera el parque periurbano Los Villares y los Sotos de la Albolafia, la superficie total asciende 10,2 millones de metros cuadrados (31 m²/hab.).
Con 12,80 % de superficie de zona verde y arbolado urbano, Córdoba se sitúa a la cabeza de Andalucía y cuarta a nivel nacional (2019), aunque esta cifra aumentará en los próximos años con la apertura de nuevos parques propuestos entre 2020 y 2022. Entre su arbolado urbano resalta los 21,000 naranjos que discurren por las calles de la ciudad. A continuación se muestran los principales parques de Córdoba, aunque existen algunos más no mencionados.
- Los jardines de la Victoria: ubicado en el centro de la ciudad, cabe destacar dos instalaciones recientemente remodeladas dentro de los jardines; se trata de la antigua Caseta del Círculo de la Amistad, hoy Mercado Victoria, el primer mercado gastronómico de Andalucía, y del quiosco de la música, así como una pequeña fuente modernista de principios del siglo XX. En la parte norte, denominada jardines Duque de Rivas, en honor al celebérrimo escritor y político cordobés, destaca una pérgola de estilo neoclásico, obra del arquitecto Carlos Sáenz de Santamaría, utilizada como sala de exposiciones así como de cafetería bar.
- Los jardines de la Agricultura: situados entre los jardines de la Victoria y el paseo de Córdoba lo surcan numerosos senderos que confluyen radialmente en plazoletas redondas dentro de cada cual se halla una fuente o estanque. Uno de ellos es el estanque de los patos, estanque en cuyo centro se halla una isla con pequeñas edificaciones en las cuales habitan dichos animales y razón por la cual a dichos jardines se les conoce popularmente como parque de los Patos. Repartidas por todo el jardín se hallan numerosas esculturas tales como el conjunto escultórico en recuerdo a Julio Romero de Torres, la escultura al compositor Martínez-Rücker y el busto de Mateo Inurria. En la parte norte está la futura biblioteca pública del estado.
- El parque de Miraflores: se encuentra en la orilla sur del río Guadalquivir. Inaugurado en 2003, fue diseñado por el arquitecto Juan Cuenca Montilla como una serie de terrazas que desde lo alto, descienden hacia el río. Cuenta entre otros puntos de interés con un conjunto escultórico de Agustín Ibarrola, el Salam y el propio puente de Miraflores.
- El parque Cruz Conde: situado al suroeste de la ciudad se trata de un parque abierto y sin barreras al estilo de los jardines paisajistas anglosajones.[64] Cuenta con un circuito de footing y con el teatro de la Axerquía.
- El paseo de Córdoba o Vial Norte: situado sobre las vías soterradas del tren se trata de un paseo de gran varios kilómetros de longitud con más de 434 000 m². El paseo cuenta con numerosas fuentes que suplen la ausencia de grandes masas forestales que no son posibles por la propia estructura de la superficie. Las más destacadas son seis fuentes formadas por un pórtico del que cae agua a modo de catarata a un estanque con cuatro niveles escalonados. Próximo a su extremo oeste se encuentra una amplia zona provista de docenas de surtidores que manan del propio suelo y que, sin ningún tipo de barrera arquitectónica, permite a los viandantes caminar entre ellos buscando el refresco de sus aguas. Integrado en el paseo se conserva un estanque de decantación de agua de la época romana así como el edificio de la antigua estación de Renfe, hoy convertido en dependencias de Canal Sur.
- Los jardines Juan Carlos I: situados en el barrio de Ciudad Jardín, se trata de un recinto vallado que ocupa una superficie de unos 12 500 m².
- Los jardines del conde de Vallellano: situados a ambos lados de la avenida homónima (actualmente avenida del Flamenco). Albergan gran cantidad de especies arbustivas y arbóreas tales como la adelfa, el árbol de Júpiter, la casuarina, el cedro, el ciruelo de Japón, la espina de Jerusalén, el eucalipto, el fresno, el magnolio, la mimosa, la palma excelsa, el paraíso, el sicomoro, la washingtonia y la yuca. En su parte derecha se encuentra un gran estanque en forma de L con capacidad para 3000 m³ en cuyas aguas se refleja la imagen del edificio de la Subdelegación del Gobierno. Son dignos de mención los restos arqueológicos integrados en estos jardines entre los que hay que destacar una cisterna romana de la segunda mitad del siglo I a. C.
- El parque de la Asomadilla: con 27 hectáreas es el tercer parque urbano en extensión de Andalucía.[65] El parque recrea un bosque mediterráneo con vegetación propia de dicho hábitat tales como espinos, granados, almezos, encinas, olivos, tamarindos, cipreses, olmos, pinos, alcornoques y algarrobos entre otros. En su interior hay un circuito de tierra para correr de unos 2050 m. Con sus subidas y bajadas es el circuito más duro para entrenar en Córdoba.
- El Balcón del Guadalquivir: cuenta con 11,5 hectáreas, forma parte del proceso de urbanización de la Ribera del Guadalquivir y tiene elementos de gran valor patrimonial (molino de Martos y la ermita de los Mártires). Dicen que la presencia del río Guadalquivir genera un clima fresco que, durante las cálidas noches de verano en la provincia, atrae a una gran cantidad de familias en búsqueda de un pequeño alivio.
- Los jardines de Colón o jardines de la Merced: situados en zona céntrica, la flora es numerosa con árboles como plátano, melisa, naranjo, palmeras y pinos; así como diversidad de arbustos entre los que se pueden encontrar adelfas, rosales o durillo. En ellos se construyó durante la Guerra civil una pequeña mezquita para las tropas de África, la mezquita El Morabito.
- Los Sotos de la Albolafia: declarado monumento natural por la Junta de Andalucía en 2001, está situado en un tramo del río Guadalquivir comprendido entre el puente romano y el puente de San Rafael, con una extensión de 21,36 hectáreas.[66] Albergan una gran variedad de avifauna (120 especies avistadas) y es un punto importante de migración para muchas aves.
- Cinturón Verde de Córdoba: vía peatonal y ciclista de 20 kilómetros en fase de ejecución, rodeará la ciudad por el norte. Ya existen algunos tramos en funcionamiento. La actuación es competencia de la Junta de Andalucía, y se complementa con un plan propuesto por el Ayuntamiento, Anillo Verde de Córdoba, que contará con una serie de parques urbanos.[67]
- Parque de Levante: abierto al público en su totalidad en 2023; dispone de 15 hectáreas de superficie y 1,069 árboles. Forma parte del plan Anillo Verde.[68][69]
- Parque del Flamenco: se ubica al norte de la ciudad, junto a las zonas residenciales San Rafael de la Albaida y La Arruzafilla y al lado del parque del Canal. Se siguen plantando más árboles autóctonos y tendrá una superficie total de 10 hectáreas.[70]
- Parque del Canal o de la Arruzafilla: su apertura está prevista para 2026 y su extensión será de 10 hectáreas. Este espacio se enmarca dentro del plan Anillo Verde y se ubicará al norte de la ciudad, entre El Tablero y La Arruzafilla, junto al parque del Flamenco.[71]
- Parque periurbano Los Villares: con 486 hectáreas y 60 reservadas para uso público y disfrute, se trata de uno de los parques más interesantes de la provincia y su objetivo es fomentar el uso recreativo. Fue el primer parque periurbano declarado en Andalucía, en 1990.[72]
- Parque periurbano El Patriarca: Situado en la zona norte de la ciudad, en la falda de Sierra Morena, cuenta con 60 hectáreas para uso ciudadano, pensado para poder practicar deporte y actividades lúdicas, incluidos los peroles, que pueden hacerse en una zona habilitada con mesas y bancos. Es parte de la iniciativa Anillo Verde de Córdoba, propuesta del Ayuntamiento.[73]
- Parque de El Tablero. Situado en la zona norte de la ciudad, cercano a los cines del Tablero y al barrio residencial del mismo nombre, cuenta con una superficie de más de 40 000 metros cuadrados, con numerosos árboles, bancos, fuentes para beber y circuito de atletismo remodelado en 2022/2023.

## Administración y política

### Gobierno municipal
Actualmente el alcalde de Córdoba es José María Bellido, del Partido Popular. Bellido sucedió a la anterior alcaldesa Isabel Ambrosio del PSOE, quien ejerció la alcaldía desde 2015 hasta el 15 de junio de 2019. Bellido, tras ganar las elecciones y sin mayoría absoluta, se convirtió en alcalde con los votos favorables de su partido así como los de Ciudadanos, y la abstención de Vox.

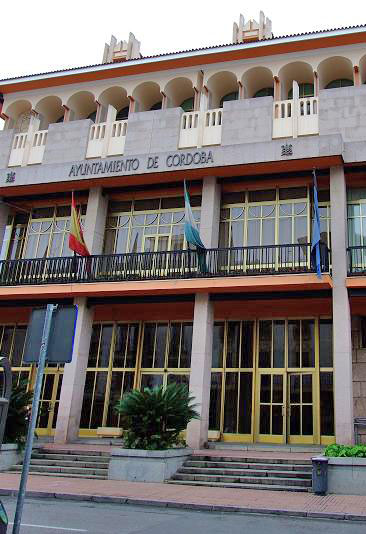
Ayuntamiento de Córdoba

El Ayuntamiento de Córdoba se estructura en diferentes áreas: de Presidencia, Seguridad, Movilidad, Igualdad y Participación; de Urbanismo, Vivienda, Infraestructuras y Medio Ambiente; de Economía, Comercio, Empleo y Gestión; Social; y de Servicios Culturales y Turismo. El ayuntamiento celebra plenos ordinarios una vez al mes, aunque con frecuencia se celebran plenos extraordinarios, con el fin de debatir temas y problemas que afectan al municipio.
| Periodo   | Nombre                         | Partido | Partido                                                 |
| --------- | ------------------------------ | ------- | ------------------------------------------------------- |
| 1979-1986 | Julio Anguita González         |         | Partido Comunista de España (PCE)                       |
| 1986-1987 | Herminio Trigo Aguilar         |         | Partido Comunista de España (PCE)                       |
| 1987-1995 | Herminio Trigo Aguilar         |         | Izquierda Unida (IU)                                    |
| 1995-1995 | Manuel Pérez Pérez             |         | Izquierda Unida (IU)                                    |
| 1995-1999 | Rafael Merino López            |         | Partido Popular de Andalucía (PP)                       |
| 1999-2009 | Rosa Aguilar Rivero            |         | Izquierda Unida (IU)                                    |
| 2009-2011 | Andrés Ocaña                   |         | Izquierda Unida (IU)                                    |
| 2011-2015 | José Antonio Nieto Ballesteros |         | Partido Popular de Andalucía (PP)                       |
| 2015-2019 | Isabel Ambrosio Palos          |         | Partido Socialista Obrero Español de Andalucía (PSOE-A) |
| 2019-act. | José María Bellido Roche       |         | Partido Popular de Andalucía (PP)                       |

| Partido político                                        | 2023             | 2023             | 2023             | 2019  | 2019   | 2019       | 2015  | 2015   | 2015       | 2011  | 2011   | 2011       | 2007  | 2007   | 2007       |
| Partido político                                        | %                | Votos            | Concejales       | %     | Votos  | Concejales | %     | Votos  | Concejales | %     | Votos  | Concejales | %     | Votos  | Concejales |
| Partido Popular de Andalucía (PP)                       | 46,28            | 69 681           | 15               | 29,83 | 43 738 | 9          | 34,65 | 51 441 | 11         | 48,80 | 79 493 | 16         | 43,96 | 64 094 | 14         |
| Partido Socialista Obrero Español de Andalucía (PSOE-A) | 21,84            | 32 891           | 7                | 26,94 | 39 509 | 8          | 20,58 | 30 543 | 7          | 12,00 | 19 544 | 4          | 15,07 | 21 974 | 4          |
| Con Andalucía-Izquierda Unida (IU)                      | 12,96            | 19 512           | 4                | 10,74 | 15 755 | 3          | 12,01 | 17 821 | 4          | 14,83 | 24 158 | 4          | 35,66 | 51 982 | 11         |
| Vox                                                     | 11,94            | 17 987           | 3                | 7,96  | 11 681 | 2          | 0,35  | 519    | 0          | —     | —      | —          | —     | —      | —          |
| Ciudadanos (CS)                                         | 1,45             | 2198             | 0                | 15,17 | 22 252 | 5          | 8,62  | 12 792 | 2          | —     | —      | —          | —     | —      | —          |
| Podemos-Ganemos Córdoba                                 | En Con Andalucía | En Con Andalucía | En Con Andalucía | 6,08  | 8924   | 2          | 12,57 | 18 656 | 4          | —     | —      | —          | —     | —      | —          |
| Unión Cordobesa (UCOR)                                  | —                | —                | —                | —     | —      | —          | 5,66  | 8398   | 1          | 15,23 | 24 805 | 5          | —     | —      | —          |

### Organización territorial
Desde julio de 2008 la ciudad se divide en 10 distritos administrativos, coordinados por Juntas Municipales de Distrito, que a su vez se subdividen en barrios.
| Distrito       | Distrito                | Ubicación |
| -------------- | ----------------------- | --------- |
| Centro         | Poniente-Sur            |           |
| Levante        | Sur                     |           |
| Noroeste       | Sureste                 |           |
| Norte-Sierra   | Periurbano Este-Campiña |           |
| Poniente-Norte | Periurbano Oeste-Sierra |           |

## Economía

### Industria joyera
La industria joyera ha tenido una presencia muy marcada en Córdoba desde el siglo XVI. Es a principios de ese siglo que se documenta la tendencia de los plateros a agruparse en gremios para defender sus intereses frente al Ayuntamiento, que culmina con la fundación de la Cofradía de San Eloy en 1503, que se consolidó como única agrupación profesional hasta nuestros días. Los plateros eran considerados artistas del oro y la plata, que necesitaban conocimientos de química, matemáticas e incluso de arquitectura para desarrollar su trabajo. La profesionalidad de los plateros de Córdoba llevó al gremio a imponer férreos controles de calidad de los materiales para mantener la reputación de la industria cordobesa, imponiendo duros castigos a aquellos profesionales que se los saltaran. Los plateros tenía el estatus de nobles, y gozaban de una buena posición económica y social.

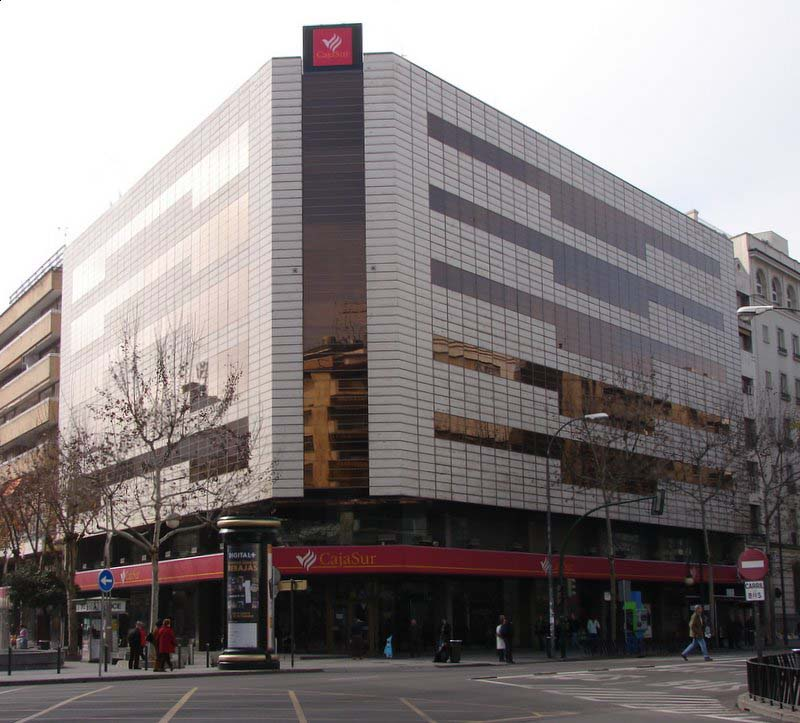
Sede del banco CajaSur

Actualmente, el sector joyero cordobés es el tercer exportador de joyería a nivel nacional, detrás de Madrid y Barcelona, y primero de Andalucía. Sus exportaciones anuales ascienden a 100 millones de euros, un 60 % del total de Andalucía, reuniendo al 50 % de las empresas exportadoras de la comunidad autónoma. Está formado por más de mil pequeños talleres, que dan trabajo a 15 000 personas.
Con el objetivo de potenciar y modernizar el sector, crear sinergias y crear un entorno seguro donde los joyeros pudieran desarrollar su actividad, se crea en 2005 el parque Joyero. En este complejo se implantan 170 empresas, que dan más de 1 000 empleos directos y 2000 indirectos, y que supone la mayor concentración de empresas del sector joyero de Europa. Además, en este centro de más de 140 000 m² se encuentra una Escuela de Joyería, que es referencia nacional en la formación en el sector.

### Turismo
En 2022, la ciudad atrajo a 833 659 visitantes, posicionándose como la décima ciudad más popular entre los turistas a nivel nacional. La duración promedio de la estadía por visitante fue de 1,69 días, lo cual indica una recuperación a los niveles previos a la pandemia de 2019. Sin embargo, el ingreso medio por habitación fue de 47,1€, significativamente más bajo que la media nacional de 74,5€, lo cual representa una disminución del 2,4 % en comparación con los datos de 2019.
En Córdoba, este sector da empleo a 837 personas (2022), pero todavía está lejos de recuperarse del considerable impacto que sufrió durante la Pandemia de COVID-19, resultando en la pérdida de más de la mitad de los empleos (936 en 2019 frente a 432 en 2020).
| Año  | Visitantes | Pernoctaciones |
| ---- | ---------- | -------------- |
| 2013 | 824 098    | 1 291 003      |
| 2014 | 899 869    | 1 392 844      |
| 2015 | 938 020    | 1 510 000      |
| 2016 | 988 255    | 1 590 000      |
| 2017 | 1 012 580  | 1 616 706      |
| 2018 | 959 648    | 1 572 486      |
| 2019 | 970 986    | 1 632 583      |
| 2020 | 294 901    | 502 152        |
| 2021 | 492 903    | 841 600        |
| 2022 | 833 659    | 1 412 214      |

La capacidad hotelera está integrada por 108 establecimientos que ofertan 7 574 plazas, de los cuales 45 están clasificados como pensiones, 40 como hoteles de una a tres estrellas, 21 como hoteles de cuatro estrellas, y dos hoteles de cinco estrellas. La ocupación media se situó en el 52,5 %, por debajo de los datos registrados entre 2014 y 2019. Durante ese período, la tasa de ocupación experimentó un aumento constante, pasando del 56 % al 61,8 %, que se vio interrumpido en el año 2020.
En el ámbito de congresos, convenciones y eventos, el año 2022 registró un total de 64 reuniones, con la participación de 8 417 delegados, lo cual representa un aumento del 86,8 % en comparación con el año 2021. La frecuencia de estos eventos corresponde a congresos (50 %), seguidos de jornadas (48,44 %) y convenciones (1,56 %). En cuanto a la distribución temporal, los periodos con mayor número de reuniones se dan en primavera y otoño. En términos de ubicación, la mayoría de los eventos tienen lugar en universidades (48 %), seguidos del Palacio de Congresos de Córdoba (13 %) y hoteles (9 %).

### Otros
- Agricultura: cultivos de regadío en la vega y de secano en la zona de campiña (olivar, cereales...)
- Otros servicios: ligados a su carácter de capital provincial y a ser un nudo de comunicaciones regional muy importante.

### Comercio
Como en la mayoría del país, el pequeño y mediano comercio es el que más representación tiene. Gracias al buen tamaño de la ciudad, dispone de una gran variedad de empresas y cadenas comerciales que favorecen la competencia y al consumidor. A pesar de ello, la densidad comercial es menor a la media en España.

#### Grandes superficies comerciales
- Centro comercial El Arcángel. Situado en el barrio El Arcángel, fue inaugurado en 1994 y tiene más de 34 000 m² repartidos en dos plantas, más otras de aparcamiento subterráneas. Es conocido popularmente como «Eroski», ya que esta empresa ocupaba 13 386 m² en la segunda planta del centro, del que además era propietaria, hasta que en noviembre de 2016 decidió cerrarlo tras vender su participación en el centro comercial en julio, como parte del plan de desinversión de Eroski.[93] C&A, Toys "R" Us y Primark son algunos de los inquilinos que más superficie ocupan.
- Centro comercial La Sierra. Con una superficie total construida de 109 000 m² repartidos en cinco plantas, fue construido en 1994. En 2016, se somete un profundo cambio de imagen de más de 18 millones de euros.[94] Acoge un gran número de comercios, los cuales los más destacados son Carrefour, Zara y las demás tiendas del grupo Inditex, y H&M.
- Centro comercial Ronda de los Tejares, de la cadena El Corte Inglés. Es el centro comercial más céntrico de la ciudad, que fue inaugurado en 1995 en su actual localización en la Avd. Ronda de los Tejares, sustituyendo a las antiguas Galerías Preciados.[95]
- Centro comercial Zoco. Situado en la avenida de Manolete. Liderado por la empresa Deza.
- Centro comercial Zahira. Situado en la carretera de Madrid y la ronda Este. Perteneciente a la empresa Carrefour.
- Centro comercial Ronda de Córdoba, del grupo El Corte Inglés, que alberga además un centro de Hipercor en la primera planta. Abierto en 2012 tras una inversión de 125 millones de euros, es el centro más nuevo construido en Córdoba. Cuenta con una superficie de 142 000 m², dando trabajo a más de 3000 empleados, de los que 800 son directos.[96]

### Energía
El transporte de energía eléctrica de alta tensión desde las centrales que abastecen el consumo de la ciudad está operado por Red Eléctrica Española. En Córdoba posee líneas de tensión de primera (220 kV) y segunda categoría con las que transportan la energía hasta la ciudad, y de segunda categoría con las que distribuyen la energía hasta las 16 subestaciones locales, desde las que se da acceso a la empresa distribuidora. Endesa Distribución es la empresa que distribuye la energía hasta el consumidor final, a través de una red propia.
El consumo de energía eléctrica total en la ciudad en el año 2016 fue de 1 308 399 MWh, de los cuales 584 294 MWh son consumo residencial.

## Servicios

### Agua potable
El abastecimiento de agua potable a Córdoba lo realiza la Empresa Municipal de Aguas de Córdoba (EMACSA), creada en 1969.
El agua que suministra EMACSA está embalsada en varios pantanos:
- Embalse de Guadalmellato: 145 hm³.
- Embalse de San Rafael de Navallana: 156,47 hm³.
- Embalse de Guadanuño: 1,60 hm³.

La potabilización del agua se realiza en las estaciones de tratamiento de agua potable (ETAP), donde se trata el agua de manera que se vuelva apta para el consumo humano. La principal ETAP es Villa Azul, que se sirve del embalse Guadalmellato, y da servicio a más de 328 000 habitantes. Además existen dos ETAP más: Guadanuño y Trassierra, que abastecen a 5400 habitantes.
La depuración de aguas residuales se realiza en las estaciones de depuración de aguas residuales (EDAR), donde se elimina la contaminación del agua para su devolución al medio ambiente en condiciones adecuadas. Existen tres EDAR: La Golondrina, Cerro Muriano y Santa Cruz.

### Residuos y limpieza de vías públicas
Sadeco es la Empresa Municipal de Saneamientos de Córdoba. Fue creada en 1986 con los objetivos de la recogida de residuos urbanos, tratamiento y destino final de residuos; especialmente dedicados al reciclaje y elaboración del compost, limpieza viaria, limpieza de colegios y edificios públicos municipales, sanidad y plagas, servicios técnicos y mantenimiento, servicio educativo y de apoyo (inspección, prevención y otros).

### Cementerios
CECOSAM (Cementerios y Servicios Funerarios Municipales de Córdoba, S.A.), es la empresa propiedad del Ayuntamiento de Córdoba cuyo objetivo es prestar servicios funerarios varios.
Sus instalaciones son:
- Cementerio Nuestra Señora de la Salud, el más antiguo, datando de 1811.
- Cementerio de San Rafael, que venía a paliar los problemas de espacio, inaugurado en 1835.
- Cementerio Nuestra Señora de la Fuensanta, ubicado en las afueras, mucho más moderno e inaugurado en 1988. Aquí se sitúa el tanatorio, el crematorio y la sede de la empresa.
- Cementerio Santa Cruz.

### Educación
Gracias a su buen tamaño, Córdoba cuenta con una extensa oferta educativa entre los que encontramos guarderías, colegios de educación primario (CEIP), institutos de educación secundaria (IES), etc.
Además, existen diversos centros de Formación Profesional (contando, por ejemplo, con el Centro de Excelencia IES Galileo Galilei) y otros de carácter especial como Zalima (centro de formación administrativa), la Escuela Superior de Arte Dramático, las de Artes y Oficios, el Conservatorio Superior de Música, el Conservatorio Profesional de Música, el Conservatorio Profesional de Danza o el Consorcio Escuela de Joyería de Córdoba.

#### Educación universitaria

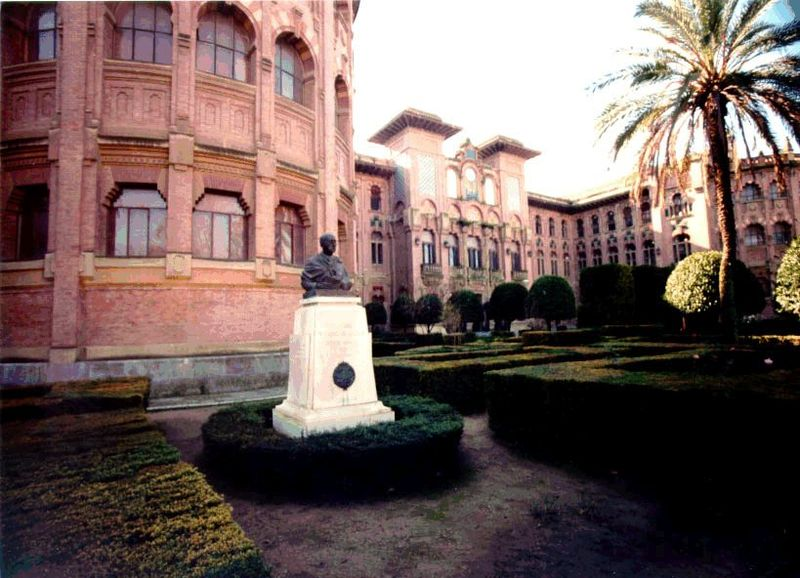
Rectorado de la Universidad

Cuenta con dos Universidades, la Universidad de Córdoba y la Universidad Loyola Andalucía. La UCO es la principal universidad de la ciudad por tamaño. A su oferta académica de 43 grados, 61 másteres y programas de doctorado, se encuentran matriculados 21 000 alumnos. La actividad docente, investigadora y administrativa se lleva a cabo en el Rectorado, antigua Facultad de Veterinaria, y 4 campus: dos urbanos (Campus de Humanidades y de Ciencias Jurídicas y Sociales, integrado y repartido por la ciudad; Campus de Ciencias de la Salud, próximo al Hospital Universitario Reina Sofía); Campus Rabanales, a 6 km al este de la ciudad; y Campus de Belmez, al norte de la provincia, creado en 1923. Cuenta con más de 1200 docentes y 700 trabajadores no docentes.
La Universidad Loyola Andalucía es una Universidad privada católica perteneciente a la Compañía de Jesús. Tuvo su origen en ETEA, Facultad de Ciencias Económicas y Empresariales adscrita a la UCO, en 1963. Desde entonces sufre diversas ampliaciones, hasta que en 2011 se convierte en la primera Universidad privada de Andalucía. Cuenta con tres Campus, en Córdoba, Sevilla y Dos Hermanas.

### Sanidad
La ciudad cuenta con un extenso sistema sanitario, tanto de titularidad pública (a través del Servicio Andaluz de Salud, SAS) como de titularidad privada. La regulación del sector corresponde a la comunidad autónoma, que a través de la Ley de Salud de Andalucía extienda la cobertura sanitaria pública y gratuita a todos los españoles y extranjeros, incluso si se encuentran en situación irregular en el país. Así mismo, divide la atención sanitaria en primaria y hospitalaria. La atención primaria es aquella que prestan médicos de familia, pediatras y personal de enfermería en centros de salud y consultorios y a domicilio. La atención hospitalaria comprende la asistencia prestada por especialistas tanto en centros de especialidades como en hospitales.
La red sanitaria en Córdoba está formada por cuatro hospitales públicos y tres hospitales privados; varios centros de especialidades, 14 centros de salud y 9 consultorios en los distritos periféricos. Además, podemos encontrar más de 1400 establecimientos sanitarios de diversos tipos, como farmacias (191), ópticas (90), clínicas dentales (198), centros de reproducción asistida (3), centros de diálisis, ortopedias, etc. La ciudad también cuenta con un Centro Regional de Transfusión Sanguínea (para sangre, plasma y médula ósea) y un banco sectorial de tejidos.

#### Atención primaria pública
La atención primaria pública en Andalucía se organiza en 17 Distritos de Atención Primaria, que dan servicio a uno o varios municipios. En Córdoba el distrito de Atención Primaria de Córdoba es el encargado de la gestión y administración de las actividades de asistencia sanitaria, promoción de salud y prevención de enfermedades, cuidados para la recuperación de la salud, y vigilancia de riesgos ambientales y alimentarios; en el municipio.
Está integrado por trece centros de salud, situados en el núcleo urbano de la ciudad; y por nueve consultorios de salud y un consultorio auxiliar, localizados en las barriadas periféricas.

#### Atención hospitalaria
El complejo hospitalario Hospital Universitario Reina Sofía, operado por el Servicio Andaluz de Salud (SAS), es el principal hospital de la ciudad. Con categoría regional (la más alta), este centro público cubre todas las especialidades ofertadas por el Sistema Nacional de Salud. Posee más de 1 450 camas, 204 consultas externas, 32 quirófanos, 36 salas de urgencias, 8 paritorios, y un completo equipamiento. Está integrado por diferentes centros:
- Hospital General Reina Sofía
- Hospital Materno-Infantil
- Hospital Provincial
- Hospital Los Morales
- Edificio de Consultas Externas Reina Sofía
- Centro de Consultas Externas Carlos Castilla del Pino
- Centro periférico de diálisis
- Centro de diálisis nefrología - H. Reina Sofía

El Hospital San Juan de Dios, en un centro privado benéfico fundado en 1935, propiedad de la Orden Hospitalaria San Juan de Dios, tras sendas reformas en los años 1990 y en 2013 se ha modernizado hasta tomar el estatus de hospital general. Cubre más de 35 especialidades, cuenta con 133 camas, UCI, urgencias 24h (generales, pediátricas y ginecológicas), 8 quirófanos, dos paritorios, servicios de laboratorio y análisis clínicos, entre otras. En 2016 atendió a 54 000 pacientes, con un crecimiento del 12 % respecto al año anterior, y del 23,55 % respecto a 2012.
El Hospital Cruz Roja de Córdoba, es otro centro privado benéfico fundado en 1933, propiedad de Cruz Roja Española. Le ha sido reconocida la certificación SEP, lo que acredita que se trata de un centro de excelencia.
Quirónsalud Córdoba es en la actualidad el principal hospital privado de Córdoba. Su inauguración se dio lugar el 3 de septiembre de 2018, casi dos años desde que comenzase su construcción en noviembre de 2016 y tras una inversión de más de 55 millones de euros. Propiedad del grupo Quirón, está acogido en un edificio de 25 000 m² de superficie de arquitectura singular, concebido desde el origen para ser energéticamente eficiente.
Cuenta con 100 habitaciones individuales, 7 quirófanos, UCI y UCI neonatal, sala de radiología vascular y hemodinámica, salas de endoscopia, paritorios, laboratorio integral, hospital de día (quirúrgico, médico y oncohematológico) y urgencias 24h (de adultos, pediátricas y tocoginacológicas).
Este hospital cuenta con una plantilla inicial de 300 personas, que está prevista que aumente a los 500 profesionales en el tercer año. La cartera de servicios del hospital recoge todas las especialidades médicas, incluyendo la medicina nuclear, que hasta el momento no estaba cubierta por la sanidad privada en la ciudad.

### Servicios sociales
La función básica de los servicios sociales es orientar y colaborar con la población ante cualquier tipo de situación problemática en la que se pueda llegar a encontrar, por muy límite que sea. Aplicando los principios de solidaridad, inclusión, respeto a la diversidad, multiculturalidad y fomento del desarrollo humano, los servicios sociales municipales aportan diferentes recursos para la población: orientación ante problemas, información sobre recursos o, también, ayudas económicas.
Para los colectivos, los SSM apuestan por el asesoramiento para creación y funcionamiento de grupos que intervengan en la resolución de alguna problemática social o subvenciones a proyectos de interés social.
Cada intervención de los servicios sociales municipales tiene varios tipos de beneficiarios. En primer lugar estarían los beneficiarios directos, que serían los destinatarios principales de nuestra intervención. Además de estos, cuando una persona supera una situación problemática, también su entorno más inmediato se ve favorecido y, por último, toda la población avanza socialmente al eliminar los efectos y, en su caso, las causas de diferentes problemáticas sociales.
La labor de inclusión social, además de beneficiosa para las personas que participan en los programas y actividades, es rentable para el conjunto de la sociedad, ya que en los sectores económicamente menos favorecidos y en los nuevos vecinos de origen multicultural anida un enorme potencial productivo que se puede rentabilizar. El desafía es movilizar estas capacidades y aplicarlas productivamente.
Los servicios sociales municipales del ayuntamiento de Córdoba comprenden una serie de bloques:
- Un bloque central, administrativo y de dirección.
- Un bloque desconcentrado de zonas de trabajo social, 9 en total.
- Un bloque de servicios para mayores, desde donde se coordina el servicio de atención domiciliaria y el sistema de autonomía y atención a la dependencia (SAAD). En este apartado se incluye la residencia municipal para personas mayores Guadalquivir. Además de estos bloques principales, se cuenta con la Casa de Acogida y Emergencia Social Municipal como recurso para las personas sin hogar y aquellas en situación de emergencia social.[116]

El municipio cuenta con un personal especializado, que se compone básicamente de trabajadores sociales, educadores comunitarios/as, administrativos y auxiliares administrativos, ordenanzas y auxiliares de clínica, a los que se unen varios técnicos de administración general y técnicos de grado medio, o bien geriatras, psicólogos o sociólogos. En cuanto a las instalaciones, las Zonas de Trabajo Social (ZTS) disponen de centros de servicios sociales comunitarios (CSSC), que se ubican en la red de centros cívicos municipales o en edificios de uso específico. Por su parte, los Centros de Día se distribuyen en una red propia de centros municipales de mayores.

### Comunicaciones

#### Autopistas y autovías
Córdoba se encuentra en una buena posición geográfica, lo que la sitúa como un nudo logístico de la Red de Carreteras del Estado que conectan con autovías Andalucía occidental y Málaga con el centro y norte de España; y por carretera Córdoba con el norte de su provincia, Ciudad Real, Toledo y norte de Extremadura. Sus vías se dividen en autovías y carreteras, no habiendo ninguna autopista ni peajes:
- La Autovía del Sur E-5 A-4, inaugurada en 1992, une al norte los 296 km que separan Córdoba y Madrid con un trazado de 401 km, que hace posible desplazarse entre estas dos ciudades en menos de cuatro horas; y al suroeste permite la conexión con Sevilla en un recorrido de 145 km pasando por Écija, y con Cádiz y Jerez en 265 km y 235 km, respectivamente. Esta autovía atraviesa el término municipal entre los pK 382 y 424.
- La Autovía de Málaga A-45, abierta en 2009, une Córdoba con Málaga y otras poblaciones del sur de la provincia de Córdoba con una longitud de 163 km.
- La carretera nacional N-432, que uniendo Badajoz y Granada pasa por Córdoba, con una distancia de 264 km hasta Badajoz y de 204 km hacia Granada.
- La carretera nacional N-331, que une Córdoba con Málaga en un trazado que transcurre paralela a la Autovía de Málaga A-45. Tras la puesta en funcionamiento de la A-45 ha quedado relegada a conexión entre propiedades colindantes del sur de la provincia y travesía de las poblaciones por las que transcurre.

También existen vías de la red de carreteras de Andalucía, que solo transcurren por dicha comunidad y no se incluyen en la Red de Carreteras del Estado por estar gestionadas por la Junta de Andalucía.
- A-431: Autovía Córdoba - Villarrubia: Córdoba - Villarrubia
- CO-30: Ronda de Circunvalación de Córdoba que comprende la:

- Ronda sur de Córdoba A-4
- Ronda este de Córdoba CO-31
- Ronda oeste de Córdoba A-3050
- Ronda norte de Córdoba (en construcción)

- CO-32: Variante oeste de Córdoba

#### Parque móvil
Existen 211 803 automóviles matriculados, lo que supone un índice de 65 por cada 100 habitantes. Esto sitúa a la ciudad por encima de otras mayores como Madrid, Barcelona o Zaragoza, cuyos índices son 60, 55 y 52 vehículos respectivamente por cada 100 habitantes.
De éstos, el 68 % (144 674) son turismos, con una antigüedad media de menos de 10 años. Las motocicletas suponen el 11 % (23 746) mientras que los ciclomotores el 7,97 % (16 888), que arroja un índice de 5 ciclomotores por cada 100 habitantes, frente a una media nacional de 1 por cada 100. Los camiones y furgonetas, con 11 000 y 13 000 unidades respectivamente, completan la lista, siendo estas últimas las que mayor antigüedad media registran (12 años) de todo el parque móvil cordobés.

#### Autobuses interurbanos
El edificio de la actual estación de autobuses de Córdoba es obra del arquitecto César Portela y fue galardonado con el Premio Nacional de Arquitectura en 1999. El emblemático edificio conserva en su interior restos arqueológicos de notable interés, principalmente de origen romano y varias esculturas de Agustín Ibarrola y Sergio Portela. Actualmente operan las compañías Carrera, Alsa, Rafael Ramírez, Secorbús, Socibús, Autotransportes López, Unionbús y Linesur con multitud de destinos tanto regionales como nacionales.

#### Ferrocarril

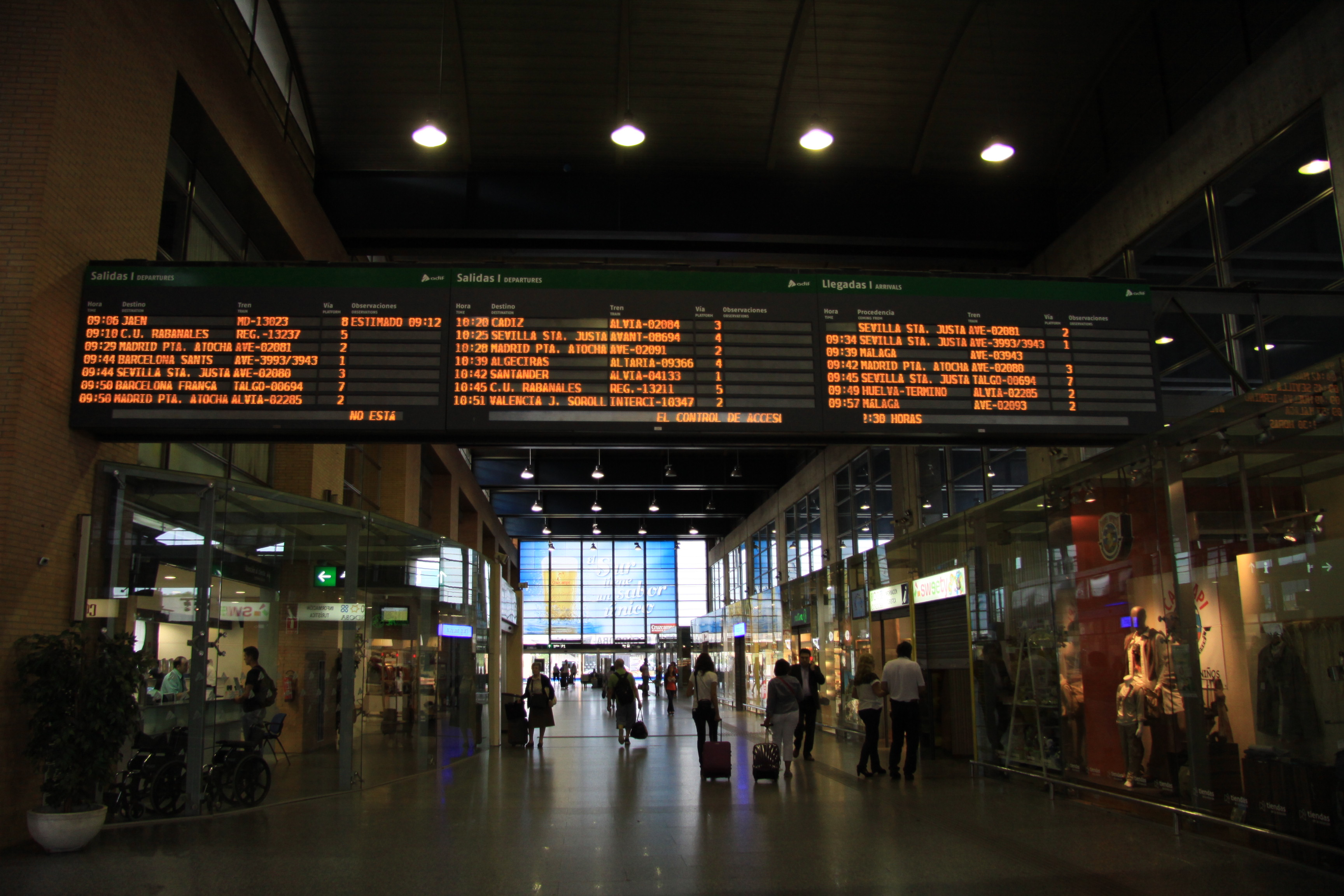
Terminal de pasajeros de la estación de ferrocarril de Córdoba

Hasta Córdoba llega la línea de ferrocarril convencional que une Madrid con el sur peninsular, teniendo en la ciudad la separación de la línea que lleva hasta Málaga y Algeciras. La otra línea continúa hacia Cádiz, donde se pasa por Sevilla y allí se bifurca a Huelva. También llega hasta Córdoba la línea de AVE, bifurcándose hacia Sevilla o hacia Málaga y Granada. Tanto la estación de pasajeros como la de mercancías son estaciones de referencia del sur peninsular por su alto tráfico y su gran conectividad con el resto del país.
Además, existe un servicio especial para el transporte de pasajeros desde la estación hasta el campus universitario de Rabanales.
Desde 2009, se cuenta con el centro de transportes intermodal de El Higuerón (parque logístico de Córdoba), gracias al cual, el sector del transporte, así como su posición estratégica, se han visto reforzados notablemente. En un corto plazo de tiempo está prevista la conexión ferroviaria directa, permitiendo una intermodalidad plena ferrocarril - carretera.
Hasta comienzos de la década de 1990 la ciudad disponía de conexión ferroviaria con las localidades de la comarca del valle del Guadiato a través de la línea Córdoba-Almorchón. En la actualidad, sin embargo, el enlace directo por ferrocarril ya no existe, tras haberse levantado una parte de las vías.
En septiembre de 2018 se estrenó la primera Línea de Cercanías, que discurre entre las barriadas periféricas de Villarrubia y Alcolea, pasando por el centro de la ciudad y con una frecuencia de 39 trenes semanales.

#### Transporte aéreo
El aeropuerto de Córdoba (código IATA: ODB, código OACI: LEBA) es un aeropuerto español de Aena que se encuentra en la ciudad de Córdoba y está clasificado como de tercera categoría. Sus códigos son ODB y LEBA, en las nomenclaturas IATA y OACI respectivamente.
A efectos aeronáuticos, es un aeródromo abierto al tráfico nacional e internacional de países firmantes del Acuerdo de Schengen, en el que se presta el servicio AFIS (Servicio de Información de Vuelo de Aeródromo). Su Horario Operativo, es de 09:00h a 20:00h y se divide en dos franjas, según el tipo de vuelo. Para Vuelos Comerciales, tiene el llamado Horario de Uso Público, que coincide con el Horario del Servicio AFIS, de 12:00 h a 15:00 h de lunes a viernes, aunque se puede pedir ampliación. Los vuelos comerciales no podrían operar en el resto del horario, llamado Horario de Uso Restringido, salvo petición de ampliación. En su mayoría, es utilizado por empresas de tratamientos agrícolas, traslados de órganos hacia y desde el centro de trasplantes al hospital Reina Sofía, vuelos militares, vuelos chárter de pasajeros, fotografías aéreas, cursos de pilotaje, escuelas de paracaidismo y otros trabajos aéreos.
El aeropuerto cuenta con dos pistas, la RWY03 de dimensión 2076 m por 45 m, y la RWY21 de 2241 m por 45 m y una plataforma de 43 000 m² aproximadamente. La terminal de pasajeros está situada en la planta baja del edificio principal e incluye la zona de salidas, llegadas, cafetería, servicios y oficinas de administración. El aeropuerto dispone también de un edificio de servicios y de una zona de aviación general, que cuenta con hangares, almacenes y oficinas.

#### Transporte público urbano

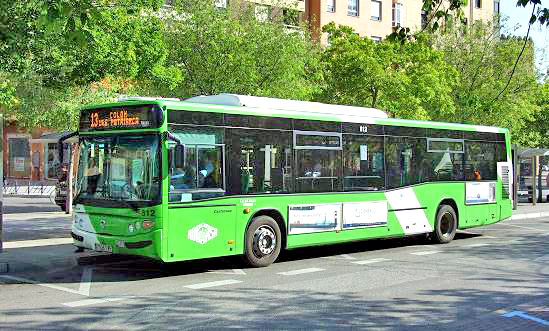
Autobús de AUCORSA

Los autobuses urbanos están gestionados por la empresa municipal AUCORSA (Autobuses Urbanos de Córdoba S. A.) desde su constitución en 1953. Posee 135 vehículos que realizan servicios en 14 líneas urbanas que conectan las diferentes zonas de la ciudad, 2 líneas del casco histórico, diversos servicios especiales (Servicios para Feria, Semana Santa, fútbol, etc.) y 6 líneas periféricas que conectan el núcleo principal con las diferentes pedanías.

#### Carril bici

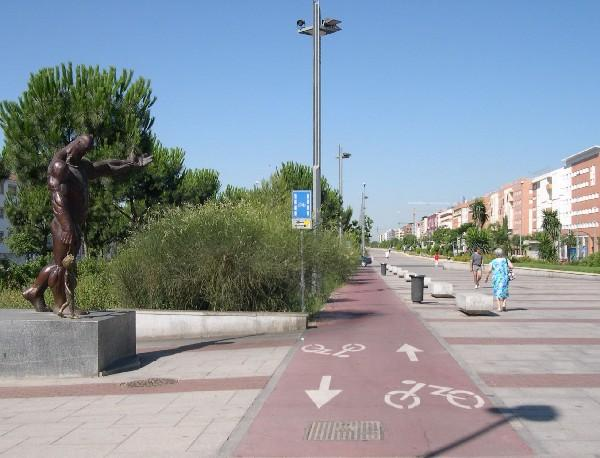
Carril bici sobre las vías soterradas del AVE

Los primeros tramos del carril-bici de Córdoba comenzaron a construirse en el 1995 y 1996. A comienzos del 2007, Córdoba contaba con algo más de 35 km de carril-bici, incluidos los tramos de doble sentido multiplicados por dos.
Además, el ayuntamiento, con el servicio Cyclocity, dispone de cuatro puntos de recogida y depósito que poseen 35 eco-bicis que pueden ser utilizadas por cualquier persona, debiendo previamente solicitar una tarjeta de acceso gratuita que permite la retirada de la misma.
El 1,33 % de la población se desplaza en bicicleta diariamente y el 17,34 % esporádicamente, en contraste con el 81,33 % que no la utiliza nunca. 
Según un análisis nacional de 2024, en Córdoba hay 41,08 kilómetros de vía ciclista por cada 100.000 habitantes, lo que la coloca como la segunda de España, solo por detrás de Vitoria, donde se superan los 70 kilómetros. El podio lo completa Alicante, con algo más de 38 kilómetros.

## Cultura

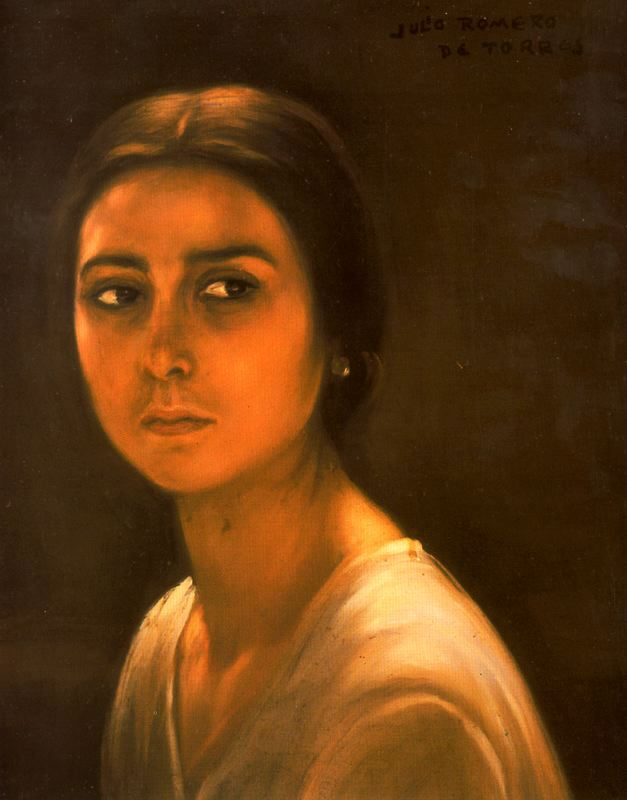
Mujer de Córdoba, de Julio Romero de Torres

### Bibliotecas y Archivos
La ciudad de Córdoba posee una amplia red de bibliotecas públicas.
Dependientes directamente del Ayuntamiento se encuentra la red municipal de bibliotecas de Córdoba, integrada por una biblioteca Central y una red de 11 bibliotecas sucursales repartidas por todo el término municipal que dan cobertura a un gran porcentaje de la población.
La biblioteca Central de Córdoba, se encuentra situada en la Ronda del Marrubial ( en parte del Antiguo cuartel militar de Lepanto del S. XIX) y cuenta con una gran superficie y con las secciones de información y referencia, hemeroteca, conocimiento, fondo local, biografías, obras literarias, arte, música, cine, informática, sala cómic  y sección infantil.
La biblioteca Provincial de Córdoba es una Biblioteca Pública del Estado surgida de los fondos pertenecientes a los conventos, monasterios e iglesias que estaban siendo desamortizados entre los años 1835 y 1837, cuenta con un fondo de alrededor de 180 000 documentos entre libros, revistas, grabaciones sonoras, videograbaciones y demás tipos de documentos. Destaca su importante fondo antiguo, con 78 incunables y 647 manuscritos, aparte de una excelente colección de libros del siglo XVI. En total cuenta con más de 13 000 obras anteriores a 1900. Además de ésta, el Ministerio de Cultura está construyendo una segunda Biblioteca Pública del Estado en la avenida de América, conocida popularmente como «de los Patos», por el parque que tiene alrededor. Con un presupuesto que ha ascendido hasta los 10 millones, está previsto que finalice tras un plazo de dos años tras la recuperación de las obras a principios de 2019.
Aparte de las bibliotecas municipales y provinciales, existen en la ciudad bibliotecas universitarias en las diferentes facultades de la ciudad y diversas bibliotecas temáticas dependientes de la Diputación Provincial o de la diócesis de Córdoba. La denominada biblioteca Viva de Al-Ándalus, situada en el palacio del Bailío, posee el fondo bibliográfico más importante relativo al cultura andalusí. Esta biblioteca, propiedad de la Fundación Roger Garaudy, surge con el objetivo de divulgar la importancia de la cultura clásica andalusí y sus aportaciones a la cultura universal. Así mismo, la Universidad de Córdoba dispone de bibliotecas científicas en las diferentes facultades en las que dispone de un gran número de referencias especializadas como más de 170 000 libros, 4076 revistas científicas, tesis leídas en la Universidad, recursos electrónicos, etc.
El Archivo Histórico de Viana ubicado en el palacio de Viana es un importante archivo nobiliario que guarda más de 300 000 documentos sobre la nobleza española. Además de la información relacionada con los títulos nobiliarios, guarda 877 testamentos y mayorazgos desde el siglo XIII, 868 pergaminos que hacen referencia a la monarquía española desde la Edad Media y 39 sellos de plomo referidos a reyes de España y papas, entre otros.
- Archivo Municipal de Córdoba (situado en la Casa Solariega de los Hoces y luego de los Guzmanes), recientemente rehabilitada en 2025, posee una destaca colección de manuscritos, documentos históricos y fotografías antiguas.
- Archivo de la Diputación de Córdoba
- Archivo Provincial (situado en la calle Pompeyos, en una casa señorial barroca y parte de la desaparecida iglesia de Santo Domingo, de la que queda alguna capilla de bóvedas góticas). Posee un amplio fondo documental, prensa histórica, planimetría, fondos fotográficos, etc.

### Museos y Centros Expositivos

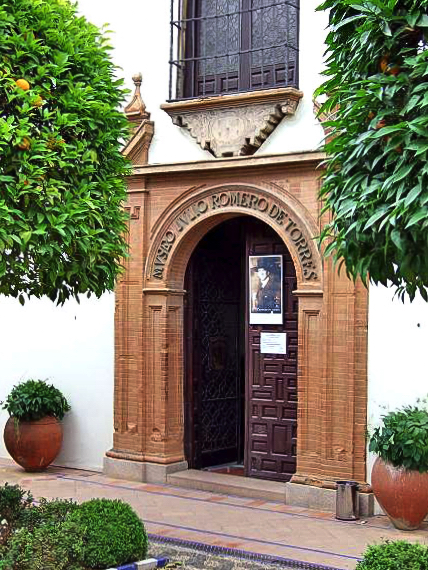
Museo Julio Romero de Torres

- El Museo Arqueológico y Etnológico de Córdoba es uno de los más completos de España, con piezas que abarcan desde la Prehistoria hasta la Edad Media.[130] Bajo el palacio de los Páez de Castillejo, donde se encuentra el museo, se encuentran los restos del teatro romano de Córdoba, el mayor de la Hispania romana y uno de los mayores del Imperio romano.[131]
- El Museo Provincial de Bellas Artes, situado en el antiguo Hospital de la Caridad, alberga un importante fondo de pintura y escultura procedente en su mayoría de las desamortizaciones de los años 1835 y 1868.[132]
- El Museo Diocesano de Bellas Artes situado en el antiguo Palacio Episcopal y frente a la Mezquita. Contiene pinturas, tapices y esculturas que abarcan periodos desde la Edad Media hasta la actualidad.[133]
- El Museo Vivo de al-Ándalus, también denominado Museo de las Tres Culturas, situado en la torre de la Calahorra. Se trata de un museo audiovisual acerca de la convivencia en la Edad Media de las culturas cristiana, judía y musulmana.[134]
- Los Baños califales, construidos por Alhakén II y que fueron los más importantes de la ciudad, albergan un museo donde puede conocerse las diferentes estancias que componían los tradicionales baños árabes.[135]
- El Museo Taurino, que contiene piezas de los grandes toreros de Córdoba.
- La Casa de Sefarad, situada en pleno corazón de la judería y enfrente de la sinagoga, es un museo sobre la cultura, historia y tradición sefardí.[136]
- La Casa Andalusí, casa típica morisca del siglo XII, contiene colecciones de monedas antiguas y una maqueta de las primeras máquinas de fabricar papel llegadas a occidente.
- El Museo del Palacio de Viana que alberga tapices flamencos, gobelinos y goyescos; óleos de la escuela de Brueghel; una colección de guadameciles y cordobanes; una galería de cuadros de batallas y una biblioteca de 7000 volúmenes entre otros.[137]
- El Museo del Agua, situado en el molino de Martos, muestra la historia de los usos del agua en molinos de este tipo para la fabricación de harina de cereal y de tejidos y pieles.[138]
- El Museo del Aceite Carbonell dedicado a la historia y a la fabricación del aceite.[139]
- La sala de exposiciones museísticas CajaSur.
- La Museo del Guadamecí Omeya es una exposición de guadamecíes omeyas, manifestaciones artísticas en cuero surgidas en la ciudad en el siglo X durante el califato.[140]
- El Centro de Recepción de Visitantes de Córdoba. Situado en el entorno de la puerta del Puente. Lugar en donde se realizará una visión general hacia lo que van a ver los visitantes en la ciudad. Cuenta con una exposición sobre la historia de la ciudad y el río.
- El Centro de Creación Contemporánea de Córdoba o C3A, que es un edificio de 12 207 m cuadrados construidos situado en la península de Miraflores. Fue terminado en 2015 y se inauguró el 19 de diciembre de 2016.[141]
- Museo de la Alquimia.
- Casa de Sefarad (dedicado al legado cultural judío)
- Centro de Arte Contemporáneo Rafael Botí (situado en el barrio de la Judería, dependiente de la Diputación Provincial) expone periódicamente obras de creadores destacados de la provincia.

La ciudad cuenta con algunos museos dedicados a personajes singulares del mundo de las artes que han nacido o han desarrollado su carrera en Córdoba:
- El Museo Julio Romero de Torres es la mayor colección de la obra de este célebre pintor cordobés. Situada en la casa natal del pintor, contiene lienzos representativos como La chiquita piconera, Viva el pelo o Naranjas y limones.[142]
- La Casa Góngora, casa nobiliaria (en la calle Cabezas) del siglo XVII convertida en museo y centro de estudio de la obra del poeta y dramaturgo Luis de Góngora.[143]
- El Centro de Arte Pepe Espaliú.[144]

### Teatros y otros espacios culturales
El teatro con mayor aforo de Córdoba es el Teatro de la Axerquía, situado al aire libre y con un aforo de 3500 personas. Los otros dos grandes teatros de la ciudad son:
- El Gran Teatro de Córdoba, construido en el s. XIX a la italiana, con sala en forma de herradura y con un aforo de unas 1000 localidades,[146]
- El Teatro Góngora, construido entre 1929 y 1932 y que, con capacidad para 1050 personas, es uno de los pocos restos que quedan en Córdoba del racionalismo arquitectónico.
- Teatro Avanti. Teatro privado con una amplia programación todo el año centrada sobre todo en el público juvenil

Además de estos teatros, también se encuentra en Córdoba la Filmoteca de Andalucía, situada en parte del antiguo hospital de San Sebastián, dedicada a la conservación, estudio y difusión del patrimonio cinematográfico de Andalucía.
El Antiguo Teatro Cómico Principal, sirve hoy para todo tipo de exposiciones, al igual que la sala Vimcorsa.
En cuanto a espacios culturales dedicados al mundo natural, destacan el Zoológico de Córdoba, abierto al público en 1967, que cuenta con más de 102 especies y un área de 4,5 hectáreas, y el Real Jardín Botánico de Córdoba, situado a orillas del Guadalquivir: incluye el Museo de Etnobotánica y el Museo de Paleobotánica, que contiene una exposición de fósiles vegetales de todas las edades geológicas, único en Europa.

### Gastronomía Cordobesa

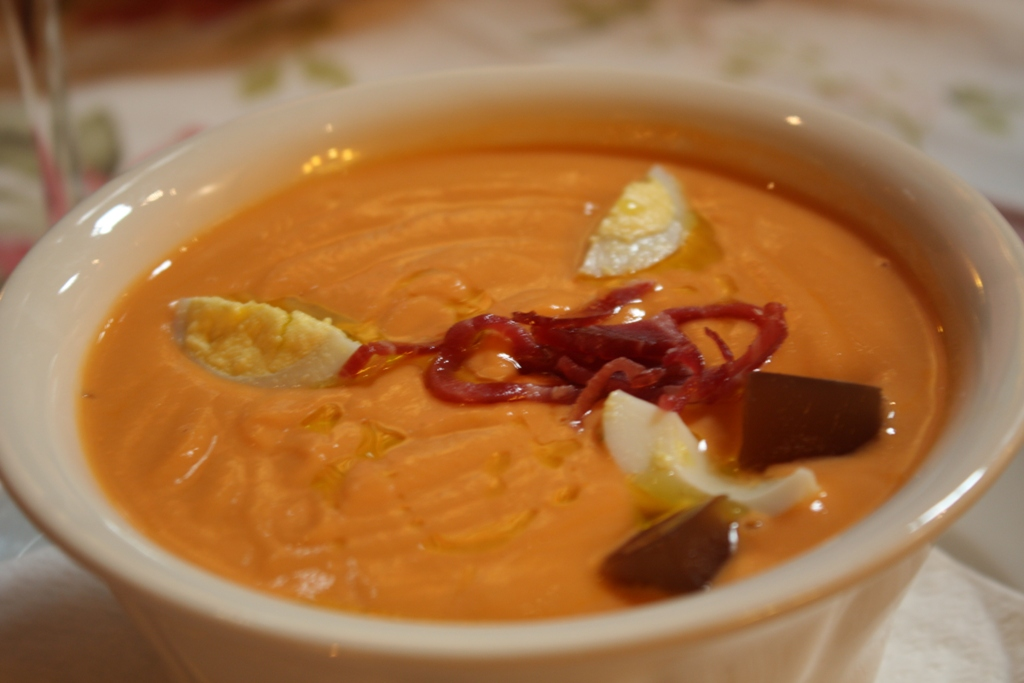
Salmorejo cordobés, plato típico con textura cremosa hecho a base de tomate, ajo, miga de pan, aceite, vinagre (opcional) y sal; Decorado con trozos de huevo cocido y jamón serrano

Dada la situación estratégica de la ciudad de Córdoba, la gastronomía cordobesa se nutre principalmente de productos del campo: de su fértil vega, su campiña, de Sierra Morena y Pedroches (de donde viene su cabaña ganadera ovina y vacuna) así como de la parte sur (Subbética) de su reconocido internacionalmente aceite de oliva. La conjunción de todos estos ingredientes, todos ellos de primera calidad, hacen de la cocina cordobesa, una cocina variada, donde destacan guisos y estofados.
La Provincia de Córdoba cuenta con 7 Denominaciones de Origen Protegidas, que son:
- Aceite de Oliva Virgen Extra:
  - Montoro-Adamuz
  - Priego de Córdoba
  - Baena
  - Lucena
- Vino:
  - Montilla-Moriles
- Jamón Ibérico:
  - Los Pedroches
- Vinagre:
  - Montilla-Moriles

Por otra parte existe en la gastronomía cordobesa signos de influencia musulmana como el uso de las especias (orégano, hierbabuena, estragón), o la utilización de alimentos introducidos por los árabes, como el arroz, la espinaca, la berenjena, o la naranja amarga.
Como platos típicos de la gastronomía Cordobesa podemos resaltar el salmorejo, los flamenquines, el rabo de toro, el cordero a la miel, las naranjas picadas, la mazamorra, las berenjenas fritas con miel de caña, los pinchitos morunos, las alcachofas a la montillana, las habas fritas con jamón, el cordero sefardí, los maimones, etc y como postre más típico podemos destacar el pastel cordobés, consiste en una masa de hojaldre rellena de cidra confitada llamada cabello de ángel, así como las gachas, sopaipas, pestiños, flores, turrolates (Subbética), Mantecados y Anises (Rute) o Mazapanes (Montoro).
Destacan también los guisos y diferentes preparaciones de carnes de caza menor (conejo, liebre, perdiz) y de caza mayor de sierra morena (jabalí, ciervo).
Además todos estos platos se pueden acompañar de los excelentes vinos de la denominación de origen protegida Montilla-Moriles. Vinos secos, olorosos, dulces, amontillados, etc típicos de la región y que se cultivan en diversos municipios de la campiña cordobesa desde época romana.

### Artesanía

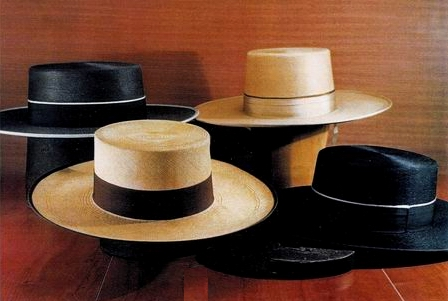
Sombrero cordobés

#### Joyería
Desde antiguo Córdoba ha contado con una importante tradición orfebre, remontándose a la época romana. Actualmente, el sector joyero de Córdoba sigue siendo muy importante con más de un millar de empresas que suponen el 20 % del sector industrial de la provincia. El parque Joyero de Córdoba cuenta con 148 fábricas y 202 locales comerciales siendo la mayor fábrica joyera del mundo.

#### Cuero
Córdoba es famosa por sus curtidos y por todo tipo de artesanías en cuero monturas de caballo a cuadros, biombos o pequeños muebles, siendo quizá el producto más típico el cordobán. Destacan también el guadamecíes, traídos por los árabes en el siglo VIII y cuyas producciones gozaron de fama europea por lo menos desde el siglo XI. Actualmente quedan pocos artesanos que se dediquen a ello, al igual que ocurre con el resto de los productos artesanales.
- Producción de Guitarras Flamencas y Clásicas. Existen en la ciudad varios talleres con algunos de los luthiers mejores del mundo.
- Sombrererías. El sombrero cordobés es famoso en todo el mundo. Aún quedan en la ciudad algunos talleres tradicionales, destacando la centenaria Sombrerería Russi.
- Espartería. Los trabajos con la planta seca del esparto son célebres en la ciudad, realizándose todo tipo de objetos, desde cestas, calzado o persianas. Aún perviven algunos artesanos en el centro y plaza Mayor de la Corredera

### Escenario literario
La ciudad de Córdoba ha sido el escenario de numerosas novelas:
- La feria de los discretos, Pío Baroja, 1905.
- El médico de Córdoba, Herbert Le Porrier, 1974. Novela histórica que intenta aproximarse a la biografía de Maimónides.
- El matarife, Rafael Arjona, 1985.
- En 1989 se hace un tebeo extra del Capitán Trueno, que se titula Cita en Córdoba y que está ambientado en la ciudad en tiempos del califato.
- Los Cipreses de Córdoba, Yael Guiladi, 1997.
- La novela de un novelista malaleche, Salvador Gutiérrez Solís, 1999.
- La fiebre del mercurio, Salvador Gutiérrez Solís, 2001.
- El Mozárabe, Jesús Sánchez Adalid, 2001.
- Capital del silencio, Francisco Gálvez, 2002.
- El árbol del pan, Desiderio Vaquerizo, 2004.
- Leyendas de Madinat-al-Zahra, Gonzalo Chacón, 2004.
- Historias que no contaría a mi madre, Rafael Robles López, 2004.
- El sentimiento cautivo, Salvador Gutiérrez Solís, 2005.
- Abderramán «el Emigrado», Rosario Lara Vega y José Ramón Rico Muñoz, 2006.
- Ziryab : la prodigiosa historia del sultán andaluz y el cantor de Bagdad, Jesús Greus, 2006.
- Querida tía Luisa, Mariano Aguayo, 2006.
- El libro prohibido de Córdoba, Agnes Imhof, 2008.
- Aroma de jazmines, Elena Bragado, 2009
- El cirujano de Al-Andalus, Antonio Cavanillas de Blas, 2009
- La Mano de Fátima, Ildefonso Falcones, 2009
- Benegas, Francisco José Jurado, 2009.
- El Arquitecto de los Cielos, Gerard Soliveres y Jacques Cardona (2009).
- La perla de Al-Andalus, Luis Molinos (2009).
- La estirpe de la mariposa, Magdalena Lasala (2009).
- Qurtuba, en el año del Señor, Eloi Vila (2009).
- El caso de la viuda negra: las investigaciones del detective Víctor Ros, entre Madrid y Córdoba, a finales del siglo XIX, Jerónimo Tristante (2010).

### Fiestas

#### Carnaval

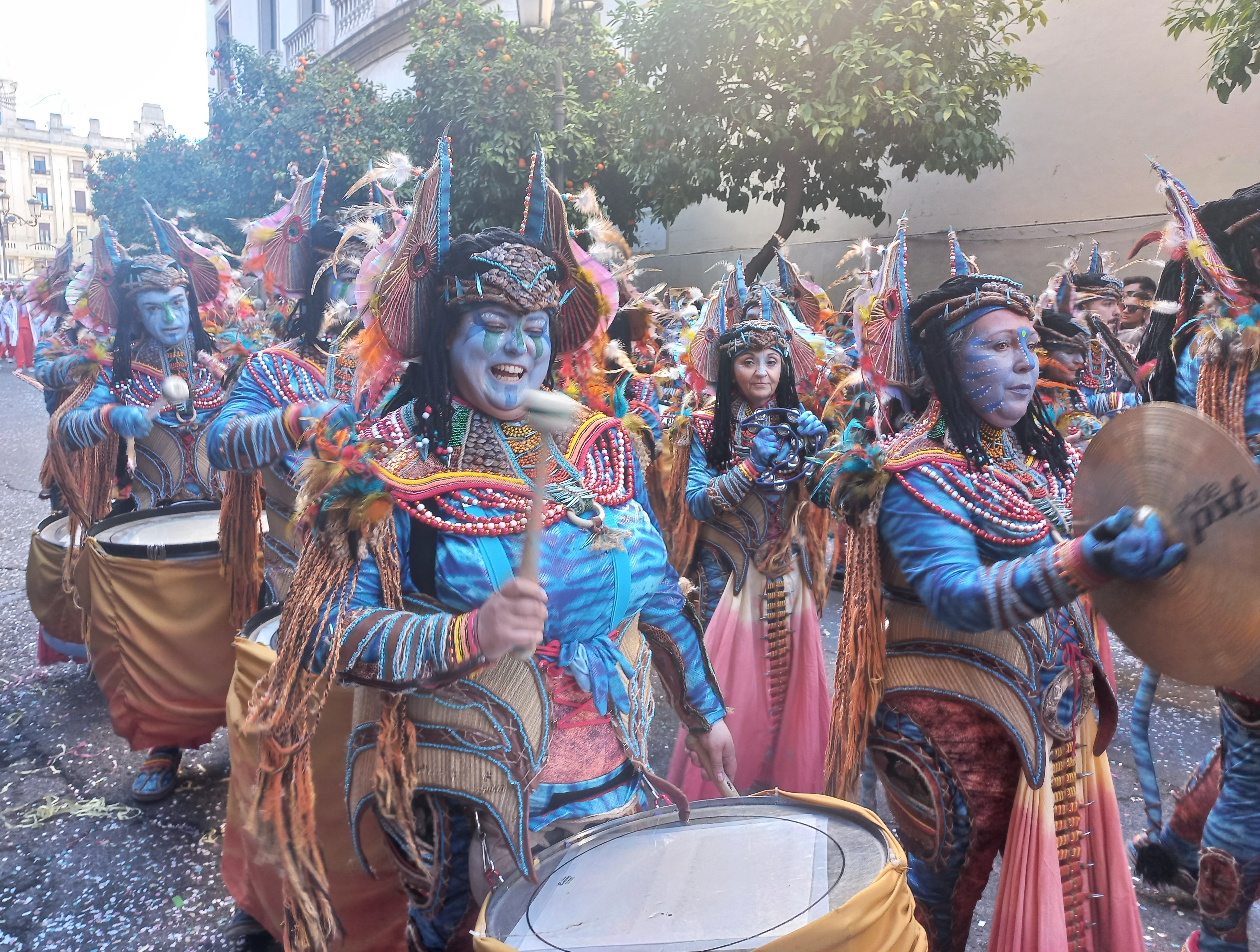
Carnaval de Córdoba, año 2024

El Carnaval de Córdoba se consolida año tras año como una fiesta muy popular, que llega cada año a más gente.[cita requerida] Comienza con la tradicional Gala del Sultán y la Sultana, que tiene lugar en el bulevar del Gran Capitán frente al Gran Teatro. Meses antes, las comparsas practican para el Concurso de Agrupaciones que tiene lugar en el Gran Teatro, donde llevarán a cabo una batalla de coplas o chirigotas en las que se burlan y ridiculizan en forma de crítica humorística de temas sociales de actualidad. Tras la Gran Final se da inicio a la fiesta en la calle con el pregón.[cita requerida]

#### Semana Santa
Es una festividad religiosa y cultural en la que por una semana, desde el Domingo de Ramos hasta el Domingo de Resurrección las cofradías van recorriendo las calles de Córdoba recordando algunas de las escenas de la pasión, muerte y resurrección de Jesús o lo que es lo mismo rememorar sus últimos días, acompañadas por nazarenos, y penitentes. Las hermandades mayoritariamente van acompañadas de Bandas musicales, pero existen hermandades de silencio. Esta festividad se celebra en los meses de marzo y abril, La Pascua de Resurrección es el domingo inmediatamente posterior a la primera Luna llena tras el equinoccio de primavera, y se debe calcular empleando la Luna llena astronómica. Por ello puede ser tan temprano como el 22 de marzo, o tan tarde como el 25 de abril.
En este momento Córdoba tiene en total 6 pro-hermandades que procesionan en vísperas de Semana Santa entre el Jueves de Pasión y el Sábado de Pasión y 38 Hermandades que desde el Domingo de Ramos hasta el Domingo de Resurrección se dirigen hacia la carrera oficial ubicada en los alrededores de la mezquita-catedral de Córdoba, iniciándose esta en la Puerta del Puente ubicada en la plaza del Triunfo y continuando por la calle Torrijos, calle Cardenal Herrero, patio de los Naranjos, interior de la catedral, plaza de Santa Catalina y calle Magistral González Francés. Las zonas más transitadas por las cofradías son la calle San Fernando (o calle Feria), la Ribera y San Pedro.

#### Mayo cordobés

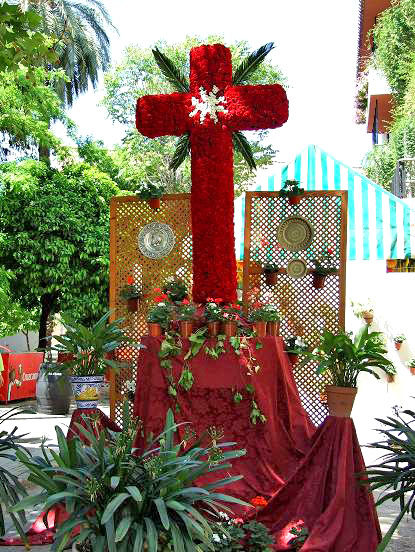
Cruz de Mayo en la plaza del Cardenal Toledo

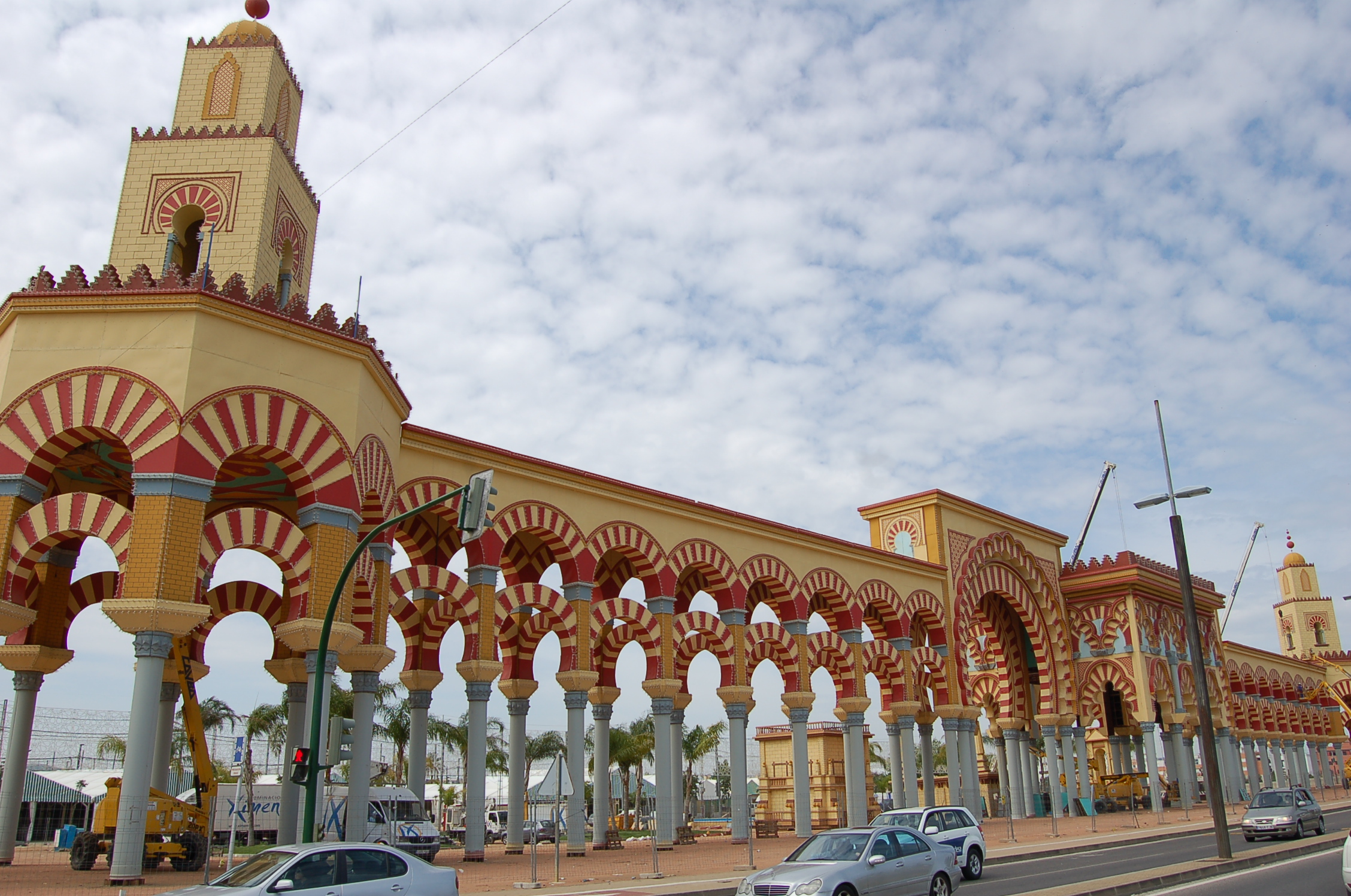
Portada de la Feria de Nuestra Señora de la Salud, en el año 2011

Mayo es el mes grande de Córdoba. Durante este mes se celebran las principales fiestas de Córdoba y por las cuales es ampliamente conocida.

#### Batalla de las Flores

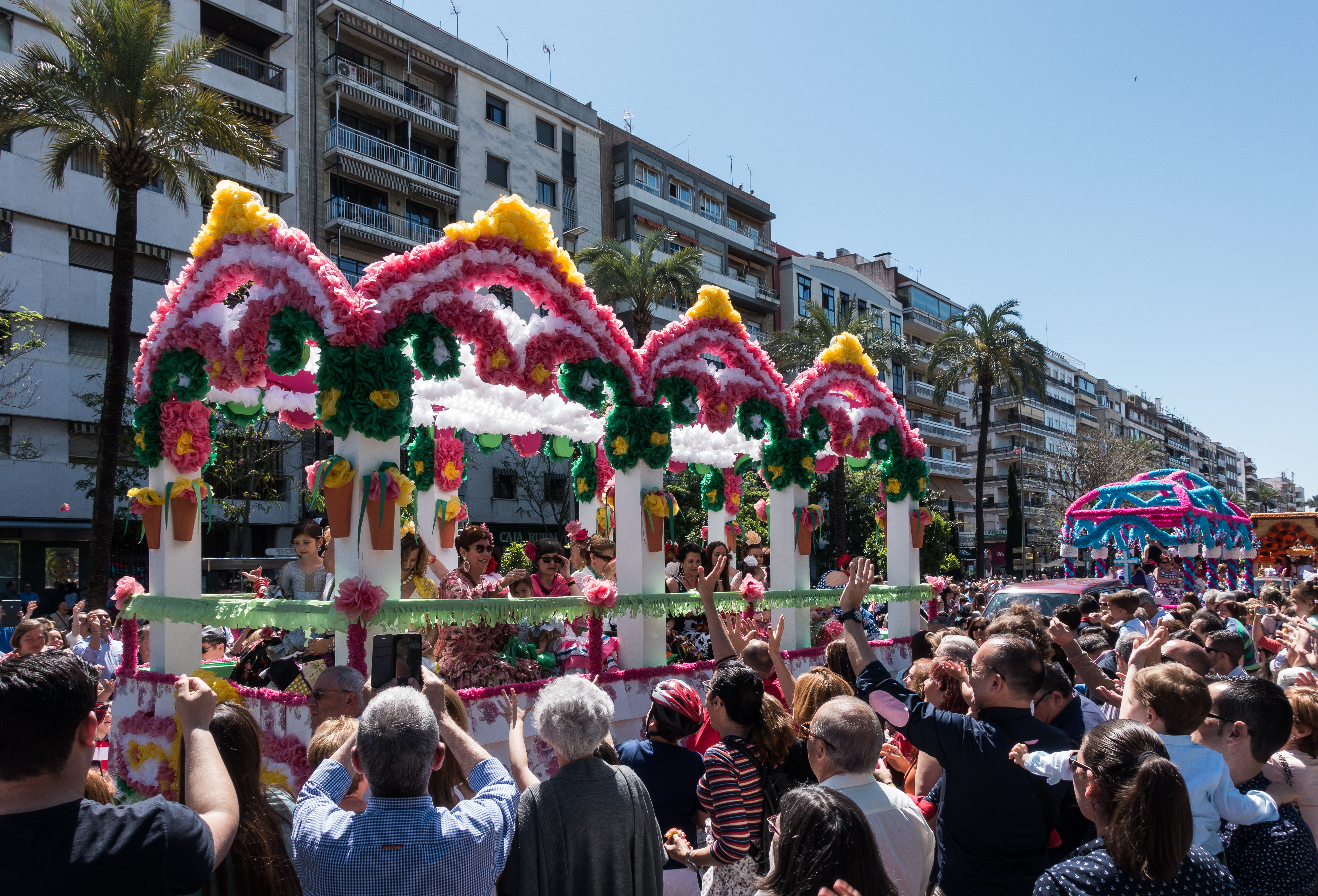
Batalla de las flores 2016

La Batalla de las Flores es una cabalgata de carrozas en la que las personas que van dentro, ataviadas con trajes típicos como son los trajes de gitana o flamenco, arrojan flores, normalmente claveles, al público que este a su vez se las devuelve. Esta festividad se realiza el 1 de mayo sobre las doce del mediodía y se considera la apertura del mes Cordobés, que es mayo.

#### Cruces de Mayo
A principios de mayo se celebran las Cruces de Mayo, fiesta en la cual en las principales calles y plazas de Córdoba se colocan cruces de unos tres metros totalmente decoradas de flores y rodeada de bellas plantas en maceteros y un decorado tradicional que refleja los caracteres de la zona, normalmente en el centro de toda cruz. La visita de estas hermosas cruces suele estar acompañada de una barra en la cual se puede consumir bebida y la comida típica de la tierra.

#### La cata del vino
A finales de abril se celebra la fiesta de la cata. Todas las bodegas cordobesas se reúnen en el Mayo de Córdoba para ofrecernos sus mejores vinos. Los vinos de la Denominación de Origen Montilla-Moriles son los protagonistas de esta fiesta cordobesa. El vino Fino, el Amontillado, el Oloroso, el Cream, el Pedro Ximénez, el Blanco Joven y el blanco Pedro Ximénez son las diferentes variedades que se pueden degustar en la cata.

#### Festival de los Patios Cordobeses
Durante la segunda y tercera semana de mayo se celebra el Festival de los Patios Cordobeses, declarado en 1980 Fiesta de Interés Turístico Nacional y más tarde Patrimonio Cultural Inmaterial de la Humanidad por la Unesco desde 6 de diciembre de 2012. Durante esta festividad los participantes abren, de modo gratuito, sus patios para que puedan ser visitados dentro del horario establecido para tal fin. Se dividen en dos categorías: arquitectura antigua y arquitectura moderna. Al mismo tiempo se celebra también el Concurso de Rejas y Balcones. Cabe señalar que debido a la popularidad de los patios cordobeses, estos permanecen abiertos también en épocas especiales como Navidad y de abril a junio; al mismo tiempo hay patios que permiten a turistas alojarse en su interior. Por otro lado tiene lugar una verbena en San Basilio.
El origen tiene lugar en la antigüedad, en civilizaciones de la cultura babilónica, egipcia, griega o romana. Las casas de estas civilizaciones estaban distribuidas alrededor de un patio central. Así pues, tanto el lenguaje como la cultura y esta distribución, además de la arquitectura en general, fueron traídos a occidente, llegando así a Córdoba entre otros lugares de la península. Por tanto, el patio cordobés proviene de las casas romanas.

#### Feria de Córdoba
A finales de mayo (la última semana entera de mayo) se celebra la Feria de Nuestra Señora de la Salud, siendo los mejores días el viernes del alumbrado, miércoles el día de los niños y el fin de semana.

#### Corpus Christi
La festividad del Corpus Christi se celebra el domingo, 63 días después de la Resurrección del Señor. Por la tarde procesiona la Custodia del siglo XVI labrada por Enrique de Arfe. A lo largo de su recorrido por los alrededores de la Catedral se montan esbeltos altares y se esparce romero por el suelo.

#### Feria de la Fuensanta
La Feria de la Fuensanta, también denominada Velá de la Fuensanta, son unas fiestas populares celebradas en torno al 8 de septiembre en honor de la Virgen de la Fuensanta, la patrona de la ciudad, en los alrededores del santuario de Nuestra Señora de la Fuensanta.
El día 7 de septiembre, víspera de su festividad, procesiona la imagen de Nuestra Señora de la Fuensanta que sale de la catedral de Córdoba (previamente trasladada hasta allí) hacia el Santuario de la Virgen situado en el barrio homónimo.

#### Día de San Rafael
Véase también: Historia de la devoción por San Rafael en Córdoba y San Rafael en Córdoba.
El día del Custodio San Rafael Arcángel se celebra el 24 de octubre con la visita a la Basílica del Juramento de San Rafael y con peroles en la cercana sierra.
San Rafael solo procesiona de forma excepcional. Las dos últimas ocasiones que procesionó la imagen del Arcángel fue una en 2012, con motivo del Año de la Fe. El día 20 de octubre partió desde su basílica hacia la catedral y posteriormente, el 24 de octubre, día de su festividad, a la inversa. En junio del año 2019 se dirigió hacia la catedral, saliendo desde la parroquia de San Andrés, junto a las imágenes de la Virgen de los Dolores Coronada y el Sagrado Corazón de Jesús de San Hipólito con motivo del Jubileo de las Cofradías por el Año Jubilar del Sagrado Corazón de Jesús en Córdoba.

#### Festivales y acontecimientos culturales
- Mercado medieval (enero): En los alrededores de la torre de la Calahorra.[158]
- Bienal de fotografía del 6 de marzo al 5 de mayo.
- Cosmopoética (encuentro internacional entre poetas y músicos).[159]
- Festival de Blues Ciudad de Córdoba (mayo).[160]
- La Noche Blanca del Flamenco en Córdoba (junio).[161]
- Festival Internacional de la Guitarra (julio).[162]
- Festival de Cine Africano de Córdoba.
- Festival Eutopía: Festival de la Creación Joven, organizado por el Instituto Andaluz de la Juventud, en el que se suceden expresiones artísticas de todo tipo: desde la música hasta el teatro pasando por la literatura e incluso la cocina (septiembre).[163]
- Animacor: festival internacional de animación (noviembre).[164]
- Salón cofrade: Acontecimiento que se realiza en IFECO dónde músicos, tellistas, bordadores entre otros personajes de la Semana Santa. También hay exposiciones de hermandades y sus pueblos.[165]
- Kalendas en Cordvba (programa impulsado desde el Ayuntamiento de Córdoba a través del Instituto Municipal de Turismo de Córdoba IMTUR, que pretende poner en valor el arte, la cultura, el patrimonio y la sociedad romana).[166]
- FLORA Festival Internacional de las Flores de Córdoba (octubre)
- Romería a Santo Domingo (último fin de semana de abril, en la sierra)
- Habas con Jamón en las Ermitas de la sierra (en el mirador serrano junto a la estatua del Sagrado Corazón de Jesús. En abril)

### Deporte

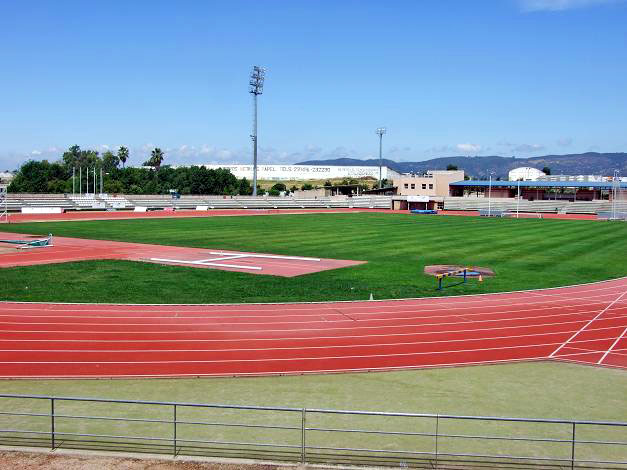
Instalaciones deportivas municipales Fontanar

#### Instalaciones deportivas
La ciudad cuenta con las siguientes instalaciones deportivas:
- Palacio Municipal de Deportes Vista Alegre
- Polideportivo El Cordobés
- Stadivm de Fray Albino
- Estadio municipal El Arcángel (estadio Nuevo Arcángel)
- Plaza de toros Los Califas
- Instalación Deportiva Municipal (IDM) Fontanar
- I.D.M. Piscinas Lepanto
- I.D.M. Ciudad Jardín
- I.D.M. Alcolea
- I.D.M. Guadalquivir
- I.D.M. El Naranjo
- I.D.M. Fátima
- I.D.M. Valdeolleros
- I.D.M. Margaritas
- I.D.M. Campos de Fútbol Enrique Puga
- I.D.M. Pistas de Tenis y Pádel Santuario
- I.D.M. Piscinas La Fuensanta
- I.D.M. Piscinas Santuario
- I.D.M. Piscinas Marbella

#### Acontecimientos deportivos
Aquí están algunos de los acontecimientos deportivos que se han disputado en Córdoba.
| Evento                                                        | Fecha                               | Lugar                                      |
| ------------------------------------------------------------- | ----------------------------------- | ------------------------------------------ |
| I Campeonato Europeo de Fútbol Sala                           | Del 8 al 14 de enero de 1996        | Palacio municipal de deportes Vista Alegre |
| Semifinal Copa Davis España-Francia                           | Del 16 al 18 de septiembre del 2011 | Plaza de toros de los Califas              |
| XI internacionales de Córdoba (Pádel Pro Tour)                | Del 11 al 17 de junio de 2012       | C.D. Sierra Morena                         |
| Semifinal Supercopa de España (Real Sociedad vs FC Barcelona) | 13 de enero de 2021                 | Estadio El Arcángel                        |

#### Entidades deportivas
La ciudad cuenta con las siguientes entidades deportivas:
- Córdoba Club de Fútbol (fútbol masculino y femenino)[168]
- Córdoba FutSal Patrimonio de la Humanidad (fútbol sala)[169]
- Córdoba Club de Baloncesto (baloncesto masculino y femenino)
- Fray Albino (fútbol femenino)
- C.D. Salesianos (fútbol sala, baloncesto, voleibol y ajedrez)[170]
- Decorseneca (fútbol sala, masculino)
- Córdoba Balonmano (balonmano masculino)[171]
- Club de Rugby Mezquita Córdoba (rugby)
- Club de Rugby Amateur de Córdoba (CRAC) (rugby)
- Barín C.V. El Carmen (voleibol masculino)
- Club Voleibol Córdoba (voleibol femenino)[172]
- Natación Córdoba (triatlón y natación)[173]
- Club Adecor (voleibol femenino)[174]
- Apademar (fútbol sala masculino)
- Cajasur F.S.F. (fútbol sala femenino)
- C.B. Ciudad de Córdoba (baloncesto masculino)
- ADEBA (baloncesto femenino)
- UCO (baloncesto femenino)
- Club Atletismo Cordobés (atletismo)
- Club Trotacalles Córdoba (atletismo)
- Club Atletismo Los Califas (atletismo)
- Club Atletismo Levante (atletismo)
- Córdoba Patrimonio de la Humanidad (motociclismo)
- Club de esgrima de Córdoba (esgrima)[175]
- Andalucía-Cajasur (ciclismo)
- Navial - A.D. Natación Vista Alegre (natación)[176]
- Deportivo Córdoba C.F. (fútbol masculino)
- Unión Deportiva Salvador Allende (fútbol masculino)
- UNICO (Unihockey Córdoba) (unihockey)[177]
- Club INDEA (natación, atletismo y fútbol sala)
- Salvador Allende CF (fútbol masculino)
- Parque Cruz Conde CF (fútbol masculino)
- Adesal Córdoba (balonmano)
- Club Solypro Santuario (tenis y pádel masculino y femenino)
- Club de Baloncesto Maristas Córdoba (baloncesto)
- FPC Los Atómicos (fútbol en silla de ruedas eléctrica)
- Kyrios Córdoba (béisbol y sóftbol)

### Medios de comunicación
Radio
- Cadena COPE (87.6 FM)
- Cadena DIAL (88.4 FM)
- ONDACERO (89.7 FM)
- EuropaFM (91.4 FM)
- RNE 1 (92.2 FM)
- Radio Marca (93.1 FM)
- Radio Córdoba SER (93.5 FM. SER+ 102.0 FM)
- Radio María (94.7 FM)
- Los 40 (96.6 FM)
- Radio Clásica RNE (97.5 FM)
- Radio 3 RNE (98.6 FM)
- Radio 5 RNE (99.8 FM)
- Canal Fiesta Radio (101.3 FM)
- Radio Andalucía Información, RAI (103.1 FM)
- Canal Sur Radio (103.6 FM)
- KISS FM (105.2 FM)
- Cadena 100 (106.7 FM)
- Onda Palmeras (107.9 FM)

Televisión
- Televisión Municipal (TVM)
- Onda Mezquita - 7tv
- Procono Televisión (PTV)

## Ciudades hermanadas
La ciudad de Córdoba participa en la iniciativa de hermanamiento de ciudades promovida, entre otras instituciones, por la Unión Europea.
Las ciudades hermanadas con Córdoba son:
- Adana, Turquía[cita requerida]
- Belén, Palestina (1988)[178][179]
- Bourg-en-Bresse, Francia (1992)[180]
- Bujará, Uzbekistán[181]
- Córdoba, Argentina[181]
- Cuernavaca, México[181]
- Córdoba, México[181]
- Damasco, Siria[181]
- Fez, Marruecos (1990)[181]
- La Habana Vieja, Cuba[181]
- Huelva, España
- Jerez de la Frontera, España[182]
- Kairuán, Túnez[181]
- Lahore, Pakistán (1994)[181][183]
- León, España[184]
- Mánchester, Reino Unido[185]
- Nimes, Francia (2013)[186]
- Núremberg, Alemania (2010)[187]
- Saint-Denis, Francia (2010)[188]
- Santiago de Compostela, España (1974)[189][190]
- São Paulo, Brasil (2001)[191]
- Smara, Campos de Refugiados de la RASD en Tinduf[181]
- Salamanca, España[cita requerida]